# Divisioni dell'esercito francese nella seconda guerra mondiale
Questo è un elenco delle divisioni francesi che servirono tra il 1939 e il 1945.

## Divisioni di cavalleria, meccanizzate e corazzate

### Divisioni di cavalleria leggera (DLC,Division Légère de Cavalerie)

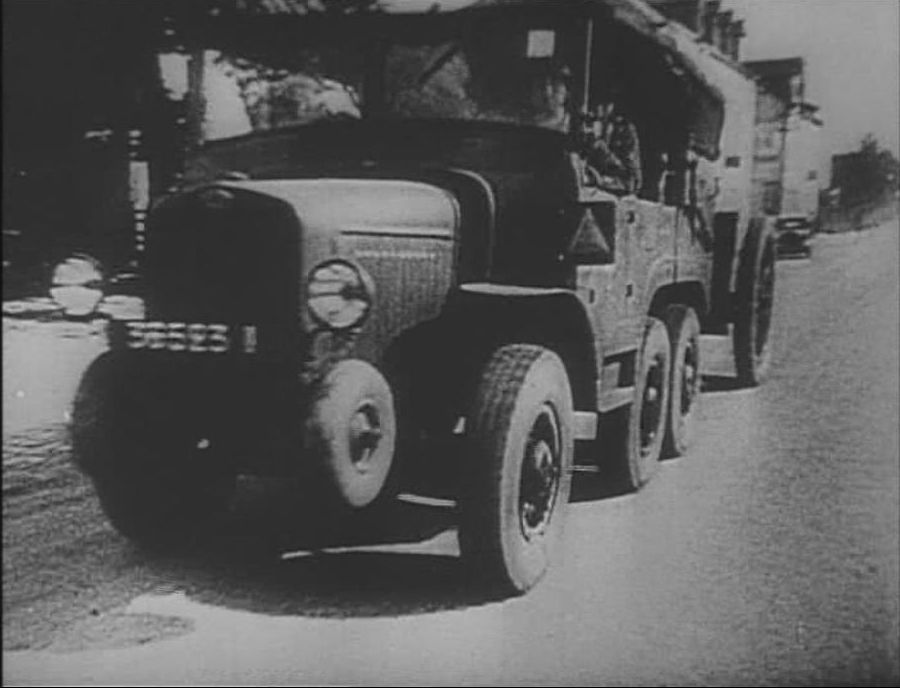
Camion Laffly usato dalle forze motorizzate

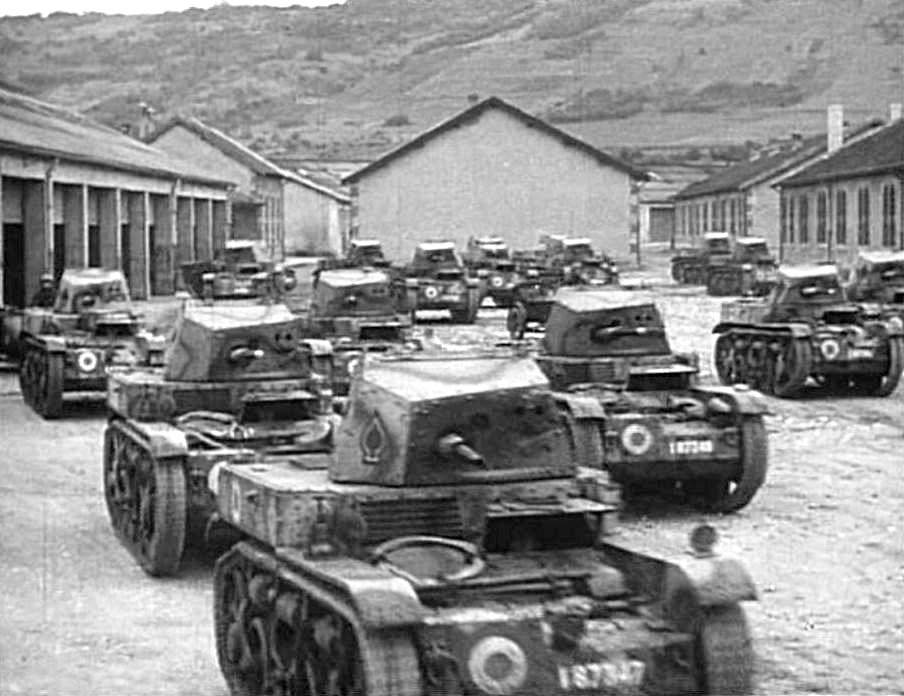
Carri leggeri AMR 35

In parte di cavalleria e in parte motorizzate; facevano parte dell'arma di cavalleria nel 1940. Le divisioni di cavalleria (DC) vennero ribattezzate divisioni leggere (DL) nel febbraio 1940 e poi divisioni di cavalleria leggera (DLC) nel marzo 1940. Vennero fornite di Renault AMR 33 più che 35 ed Hotchkiss H35.
- 1ª Divisione cavalleria leggera. Attiva come 1ª Divisione cavalleria all'inizio della guerra emobilitata il 22 agosto 1939 in varie città della Francia con il primo posto di comando a Marle. La divisione divenne la 1ª Divisione leggera il 10 febbraio 1940 e poi la 1ª Divisione cavalleria leggera il 3 marzo. Campagne: Battaglia della Mosa e Battaglia del Nord. La divisione aveva catturato grandi elementi entro il 19 maggio. I sopravvissuti vennero riorganizzati come 4ª DLM dal 10 giugno. Posto di comando finale a Rues-des-Vignes (Vinchy). Subordinazione: 9ª Armata.[2]
- 2ª Divisione cavalleria leggera. Attiva come 2ª Divisione cavalleria all'inizio della guerra emobilitata il 22 agosto 1939 a Lunéville. La divisione divenne la 2ª Divisione leggera il 10 febbraio 1940 e poi la 2ª Divisione cavalleria leggera dal 5 marzo. Campagne: Battaglia della Mosa, Fronte della Mosa, Fronte della Somme e Battaglia della Somme. Divisione catturata il 12 giugno. Posto di comando finale a Saint-Valery-en-Caux. Subordinazione: XXI Corpo d'armata, 10ª Armata; IX Corpo d'armata, 10ª Armata.[3]
- 3ª Divisione cavalleria leggera. Attiva come 3ª Divisione cavalleria all'inizio della guerra emobilitata il 20 agosto 1939 a Parigi e Sedan. La divisione divenne la 3ª Divisione leggera il 10 febbraio 1940 e poi la 3ª Divisione cavalleria leggera dal 5 marzo. Campagne: Battaglia della Mosa, Fronte della Somme, Battaglia della Somme e Ritirata dell'ala sinistra. Divisione sciolta l'11 luglio 1940. Posto di comando finale a Le Fleix. Subordinazione: 3ª Armata, 6ª Armata, 7ª Armata, 10ª Armata; IX Corpo d'armata, III Corpo d'armata.[4]
- 4ª Divisione cavalleria leggera. Formata come 4ª Divisione leggera il 16 febbraio 1940 a Saint Rémy de Bouzement. La divisione divenne la 4ª Divisione cavalleria leggera il 3 marzo. Campagne: Battaglia della Mosa e Ritirata del Centro. La divisione divenne la 7ª DLM il 5 giugno. Posto di comando finale a Clairefontaine. Subordinazione: 9ª Armata, II e XI Corpo d'armata.[5]
- 5ª Divisione cavalleria leggera. Formata come 5ª Divisione leggera il 15 febbraio 1940 a La Neuville-au-Pont. La divisione divenne la 5ª Divisione cavalleria leggera dal 3 marzo. Campagne: Battaglia della Mosa, Fronte dell'Aisne e della Somme, Fronte della Somme e Battaglia della Somme. Il grosso della divisione venne catturato entro il 12 giugno. Posto di comando finale a Fontaine-le-Dun. Subordinazione: Vari corpi d'armata della 2ª e della 10ª Armata.[6]
- 6ª Divisione cavalleria leggera. Costituita il 1º marzo 1940 in Tunisia.[7] Alcuni elementi furono successivamente parte del FSEA nella Campagna tunisina.[8]

### Divisioni meccanizzate leggere (DLM,Divisions Légères Mécaniques)
Le Division légère mécaniques facevano parte dell'arma di cavalleria nel 1940. Interamente corazzate e motorizzate. Fornite di Renault AMR 35 e Somua S35.
- 1ª Divisione meccanizzata leggera (ex 4ª Divisione cavalleria). Divisione attiva all'inizio della guerra; allertata il 22 agosto 1939 a Reims. Campagne: Combattimento alle foci dell'Escaut, Battaglia del Nord e Ritirata dell'Ala Sinistra. Divisione sciolta l'11 luglio 1940. Posto di comando finale nelle vicinanze di Saint-Aquilin (Château de Moncey). Subordinazione: 7ª Armata, 9ª Armata, Corpo di Cavalleria della 1ª Armata.[9]
- 2ª Divisione meccanizzata leggera (ex 5ª Divisione cavalleria). Divisione attiva all'inizio della guerra; allertata il 23 agosto 1939 a Melun. Campagne: Battaglia del Dyle, Battaglia del Nord e Ritirata dell'Ala Sinistra. Divisione sciolta il 16 luglio 1940. Posto di comando finale a Jumilhac-le-Grand. Subordinazione: Corpo di Cavalleria, II Corpo d'armata britannico e X Corpo d'armata dell'Armata di Parigi.[10]
- 3ª Divisione meccanizzata leggera. Nuova divisione creata il 1º febbraio 1940 a Parigi. Campagne: Battaglia del Dyle, Battaglia del Nord e Ritirata dell'Ala Sinistra. Divisione sciolta l'11 luglio 1940. Posto di comando finale a Ribérac. Subordinazione: Corpo di Cavalleria e III Corpo d'armata.[11]
- 4ª Divisione meccanizzata leggera. Costituita il 10 giugno 1940 dai resti della 1ª DLC a Le Perray-en-Yvelines; la divisione aveva la forza di un gruppo tattico. Campagne: Ritirata del Centro. Divisione sciolta dopo l'armistizio. Posto di comando finale a La Souterraine. Subordinazione: 7ª e 6ª Armata.[12]
- 7ª Divisione meccanizzata leggera. Costituita il 5 giugno 1940 a forza ridotta dai resti della 4ª DLC nelle vicinanze di Limours. Campagne: Battaglia dell'Aisne e Ritirata del Centro. La divisione divenne la 7ª Brigata cavalleria dell'esercito della Francia di Vichy. Posto di comando finale a Moriat. Subordinazione: Principalmente 4ª Armata, sebbene sotto 2ª Armata e VIII Corpo d'armata il 17-18 giugno.[13]

### Divisioni corazzate (DCr,Divisions Cuirassées)
Parte dell'arma di fanteria nel 1940. Interamente corazzate e motorizzate, equipaggiate con 2 battaglioni di carri Char B1 bis e 2 battaglioni di carri Hotchkiss H39 e progettate per supportare le operazioni di fanteria.
| Nome formazione        | Data creazione  | Luogo creazione   | Data cessazione formazione | Insegna di divisione | Subordinata a | Campagne degne di nota                                                                             | Posto di comando finale                                                                 | Note | Fonti  |
| ---------------------- | --------------- | ----------------- | -------------------------- | -------------------- | --- | -------------------------------------------------------------------------------------------------- | --------------------------------------------------------------------------------------- | --- | ------ |
| 1ª Divisione corazzata | 16 gennaio 1940 | Châlons-sur-Marne | 22 giugno 1940             |                      | XI Corpo d'armata, 9ª Armata (dal 16 gen. al 17 maggio), 6ª Armata (1°-25 giugno) | Battaglia della Mosa, Battaglai del Nord, Battaglia della Somme e Ritirata del Centro              | Le Dognon, nordest di Limoges.                                                          | Il 10 maggio 1940 perse metà delle motociclette e dei cassoni di artiglieria. La divisione subì gravi perdite entro il 17 maggio. Riformata dal 18 maggio al 1º giugno. | [ 14 ] |
| 2ª Divisione corazzata | 16 gennaio 1940 | Moivre Alta       | luglio 1940                |                      | I Corpo d'armata, 7ª Armata fino al 29 maggio. Poi varie formazioni, incluse la 10ª Armata, il VII, IX e X Corpo d'armata, la 51st (Highland) Infantry Division britannica ed il Groupement Cuirassée. | Battaglia della Mosa, Fronti dell'Aisne e della Somme, Battaglia della Somme e Ritirata del Centro | Saint-Pierre Cherignat, nordest di Limoges. Successivamente la divisione venne sciolta. | | [ 15 ] |
| 3ª Divisione corazzata | 20 marzo 1940   | Reims             | 18 giugno 1940             |                      | XXI Corpo d'armata, 2ª Armata fino al 23 maggio. Poi varie formazioni, incluse la 4ª Armata ed il XVIII Corpo d'armata della 2ª Armata.                                                                | Battaglia della Mosa, Fronte della Mosa, Battaglia dell'Aisne e Ritirata del Centro                | Montbard, nordovest di Digione.                                                         | Divisione catturata il 17–18 giugno. | [ 16 ] |
| 4ª Divisione corazzata | 15 maggio 1940  | Le Vésinet        | 19 luglio 1940             |                      | | Fronte dell'Aisne, Fronte della Somme, Battaglia della Somme, Ritirata dell'Ala Sinistra           | Cussac, sudovest di Limoges.                                                            | Il comandante iniziale era Charles de Gaulle. I carri armati includevano B1 bis, D2 e R35.                                                                              | [ 17 ] |

## Divisioni di fanteria ed alpine
Le divisioni di fanteria dell'esercito francese si dividevano in tre "serie": attive, A e B. La serie A includeva unità di riserva di qualità superiore. La maggior parte delle unità attive aveva i 2/3 della forza autorizzata in tempo di pace. Alla mobilitazione, tutte le unità attive dovevano essere portate a piena forza con unità di riserva designate. Le unità di serie A sarebbero state create da personale sia attivo che di riserva, mentre le unità di serie B avrebbero avuto solo una componente attiva limitata, circa il 20%.

### Forze nordafricane (1940)

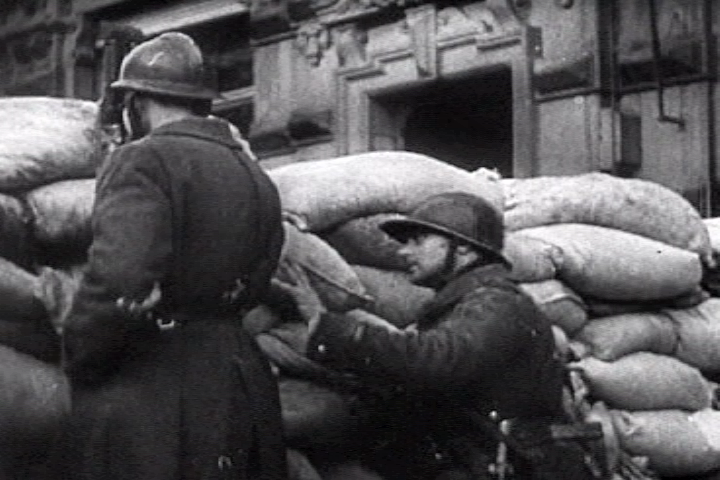
Soldati francesi a Parigi, 1940

I tipi di divisione includevano divisioni marocchine (DM), divisioni di fanteria nordafricana (DINA e DLINA) e divisioni di fanteria africana (DIA).
| Nome formazione         | Data creazione  | Data cessazione formazione | Subordinata a | Campagne degne di nota                  | Posto di comando finale | Note | Fonti  |
| ----------------------- | --------------- | -------------------------- | --- | --------------------------------------- | ----------------------- | --- | ------ |
| 1ª Divisione marocchina | 27 ottobre 1939 | 12 giugno 1940             | Numerose, incluse il Corpo d'armata Coloniale, il IV Corpo d'armata, il V Corpo d'armata, il Corpo di Cavalleria ed il XVI Corpo d'armata. | Battaglia del Dyle e Battaglia del Nord | Almenêches-Saint-Pierre | Divisione attiva all'inizio della guerra,mobilitata il 2 settembre 1939 a Meknès, Marocco. Trasportata via ferrovia e via mare a Marsiglia e riequipaggiata come divisione di tipo nordest entro l'8 novembre. Evacuata da Dunkerque il 1º giugno e tornata in Francia entro il 6 giugno, dove i resti della divisione si riorganizzarono e il 12 giugno entrarono a far parte della 1ª DLINA. | [ 18 ] |
| 2ª Divisione marocchina |                 | 10 settembre 1939          | |                                         |                         | | [ 19 ] |
| 3ª Divisione marocchin  | 1939            | 1º maggio 1940             | |                                         |                         | In Marocco durante la campagna del 1940. Elementi successivamente assegnati alle divisioni Fez e Casablanca dell'Armata di Transizione. | [ 19 ] |

- 1ª Divisione fanteria nordafricana. Una divisione attiva all'inizio della guerra,mobilitata il 23 agosto 1939 a Lione come divisione di tipo nord-est. Campagne: Battaglia della Mosa e Battaglia del Nord. La divisione ebbe numerosi elementi catturati durante la battaglia del Nord e i resti vennero evacuati da Dunkerque dal 28 maggio al 2 giugno, con alcuni rimandati in Francia e infine fusi nella 1ª DLINA. Subordinazione: XI Corpo d'armata della 9ª Armata, Corpo di Cavalleria della 1ª Armata, nonché 1ª Armata.[21]
- 1ª Divisione fanteria leggera nordafricana. Formata il 9 giugno 1940 a Bernay de l'Eure dai resti della 1ª DM e della 1ª, 2ª, 4ª e 5ª DINA, tutte evacuate da Dunkerque e rispedite in Francia. La divisione era debole, con quattro battaglioni di fanteria e due di artiglieria. Campagne: ritirata dell'ala sinistra. La maggior parte della divisione venne catturata entro il 18 giugno. Posto di comando finale nella Forêt des Andaines (vicino a Quiberon). Subordinazione: XVI Corpo d'armata della 10ª Armata.[22]
- 2ª divisione fanteria nordafricana. Una divisione attiva all'inizio della guerra,mobilitata il 22 agosto 1939 a Mangiennes come divisione di tipo nord-est. Campagne: Battaglia del Dyle e Battaglia del Nord. Divisione catturata in gran parte ad Haubourdin il 28 maggio. Alcuni elementi vennero spediti da Dunkerque e vennero uniti nella 1ª DLINA. Posto di comando finale a Malo Terminus, vicino a Dunkerque. Subordinazione: III e V Corpo d'armata della 1ª Armata.[23]
- 3ª Divisione fanteria nordafricana. Una divisione attiva all'inizio della guerra, la divisione vennemobilitata il 23 agosto 1939 a Beaumont-en-Argonne come divisione di tipo nord-est. Campagne: battaglia della Mosa, fronte della Mosa e ritirata dell'ala destra. Divisione catturata il 23 giugno 1940. Posto di comando finale a Praye. Subordinazione: X Corpo, XVIII Corpo e Corpo d'Armata Coloniale, tutti della 2ª Armata.[24]
- 4ª Divisione fanteria nordafricana. Una divisione attiva all'inizio della guerra, la divisione vennemobilitata il 23 agosto 1939 a Grostenquin come divisione di tipo nord-est. Il 10 maggio 1940 alla divisione mancava ancora il 20% del personale e una percentuale simile del trasporto. Campagne: Battaglia della Mosa e Battaglia del Nord. Divisione catturata il 20 maggio 1940. I sopravvissuti nordafricani vennero fusi nella 1ª DLINA. Posto di comando finale a La Capelle. Subordinazione: XI Corpo d'armata della 9ª Armata.[25]
- 5ª Divisione fanteria nordafricana. Divisione di riserva di classe A mobilitata il 2 settembre 1939 come divisione di tipo nord-est a Valence; mancava il 30% dei suoi cannoni anticarro da 25 mm. Campagne: Battaglia del Dyle e Battaglia del Nord. La divisione venne catturata in gran parte ad Haubourdin il 31 maggio ed il 1º giugno 1940. Coloro che sfuggirono alla cattura vennero evacuati da Dunkerque in Inghilterra e poi rispediti a Brest, dove vennero fusi nella 1ª DLINA. Posto di comando finale a Malo Terminus, vicino a Dunkerque. Subordinazione: V Corpo d'armata della 1ª Armata.[26]
- 6ª Divisione fanteria nordafricana. Nuova divisione formata il 1º novembre 1939 a Chaumont-Porcien come divisione di tipo nord-est. Campagne: Fronte della Lorena, Fronte della Mosa e Ritirata dell'ala destra. Divisione catturata entro il 23 giugno 1940. Posto di comando finale a Ochey. Subordinazione: XVIII e XXI Corpo d'armata della 2ª Armata.[27]
- 7ª Divisione fanteria nordafricana. Nuova divisione formata il 16 marzo 1940 a Brignais come divisione di tipo nord-est. Campagne: Fronte della Somme, Battaglia della Somme e Ritirata dell'ala sinistra. Divisione sciolta il 10 luglio. Posto di comando finale a Saint-Jory-de-Chalais. Subordinazione: I Corpo d'armata della 7ª Armata.[28]
- 81ª Divisione fanteria africana. 1940 in Tunisia, elementi poi parte della Divisione Territoriale di Algeri nell'Esercito di Transizione.[29]
- 82ª Divisione fanteria africana. Divisione attiva di categoria 2 all'inizio della guerra.mobilitata il 2 settembre 1939 ad Orano come divisione di tipo oltremare; convertita in una divisione di tipo nord-est nell'ottobre 1939. Al momento della mobilitazione, la divisione mancava di molte delle sue armi anticarro ed i suoi veicoli a motore erano in cattivo stato di manutenzione. Divisione spedita a Marsiglia nell'ultima parte del settembre 1939. Campagne: Fronte di Lorena, Battaglia dell'Aisne e Ritirata del Centro. Divisione dispersa entro il 15 giugno 1940. I resti si sciolsero nella Francia centro-meridionale il 25 luglio. Posto di comando finale a Courcemain. Subordinazione: XX e XXIII Corpo d'armata.[30]
- 83ª Divisione fanteria africana. 1940 in Tunisia, elementi poi parte della Divisione Territoriale di Costantina nell'Esercito di Transizione.[29]
- 84ª Divisione fanteria africana. Una divisione da montagna attiva all'inizio della guerra acquartierata a Gabès, Tunisia, l'84ª DIA occupò posizioni sulla Linea del Mareth in Tunisia fino a metà maggio 1940. La divisione, con una carenza del 60% di autoveicoli, venne spedita a Marsiglia entro la fine di maggio. Campagne: ritirata dell'ala sinistra. Posto di comando finale a Monsac. Gli elementi divisionali vennero rispediti in Nord Africa e sciolti. Subordinazione: XXV e X Corpo d'armata.[31]
- 85ª Divisione fanteria africana. Divisione da montagna di riserva di classe Amobilitata il 2 settembre 1939 ad Algeri. L'85ª DIA occupò posizioni di copertura lungo il confine libico fino alla fine di maggio 1940 e venne spedita a Marsiglia entro il 3 giugno 1940. Campagne: Fronte della Somme e ritirata dell'ala sinistra. Posto di comando finale a Cadouin. Divisione sciolta l'11 luglio. Subordinazione: XXV Corpo d'armata.[32]
- 86ª Divisione fanteria africana. Spedita dall'Algeria al Libano nel 1939-1940. Elementi in seguito fecero parte del Settore Sud del Libano e combatterono contro la 7ª Divisione australiana durante l'invasione Alleata del Levante nel 1941.[33]
- 87ª Divisione fanteria africana. Divisione di riserva di classe Amobilitata il 2 settembre 1939 a Costantina. La divisione occupò posizioni in Tunisia e venne quindi spedita a Marsiglia, arrivando dall'8 al 9 novembre 1939. Campagne: Fronte della Lorena, Fronte Aisne e Ailette, Battaglia dell'Aisne e Ritirata del Centro. Posto di comando finale a Saint-Gervais (Alta Vienne), ca. 35 chilometri O-SO di Limoges. Divisione sciolta il 16 luglio 1940. Subordinazione: XVII Corpo d'armata della 6ª Armata, poi XXIV e I Corpo d'armata, entrambi della 7ª Armata.[34]
- 88ª Divisione fanteria africana. 1940 in Tunisia, un reggimento del quale fece successivamente parte della 10ª DIC.[7][35]
- 180ª Divisione fanteria africana. Costituita nel dicembre 1939 come parte del Fronte della Tunisia meridionale; 1940 in Tunisia.[7]
- 181ª Divisione fanteria africana. 1940 in Algeria, elementi poi parte della Divisione Territoriale di Algeri nell'Esercito di Transizione.[29]
- 182ª Divisione fanteria africana. 1940 in Algeria, elementi poi parte della Divisione Territoriale di Orano nell'Esercito di Transizione.[29]
- 183ª Divisione fanteria africana. 1940 in Algeria, alcuni elementi poi parte della Divisione Territoriale di Costantino nell'Esercito di Transizione.[29]

### Unità coloniali
- 1ª Divisione fanteria coloniale. Una divisione attiva all'inizio della guerra emobilitata il 23 agosto 1939 a Bordeaux come divisione di tipo nord-est. Campagne: battaglia della Mosa, fronte della Mosa e ritirata dell'ala destra. Divisione catturata entro il 23 giugno. Posto di comando finale a Vaudémont. Subordinazione: XVIII, XXI e Corpo d'armata Coloniale, tutti della 2ª Armata.[36]
- 2ª Divisione fanteria coloniale. Una divisione di fanteria da montagna attiva all'inizio della guerra emobilitata il 22 agosto 1939 a Tolone. Di stanza nel sud-est della Francia e disattivata l'8 giugno 1940, con elementi utilizzati per formare la 2ª DLIC ed altri elementi che andarono all'8ª DIC e al XV Corpo d'armata. Posto di comando finale a Mouans-Sartoux. Subordinazione: 6ª Armata, Armata delle Alpi e XV Corpo d'armata.[37]
- 2ª Divisione fanteria leggera coloniale. Nuova divisione formata l'8 giugno 1940 da elementi della 2ª DIC; primo posto di comando a Noisy-Rudignon. Inizialmente nelle Alpi, questa divisione venne spostata a nord a partire dal 12 giugno. Campagne: Fronte Alpino e Ritirata del Centro. Posto di comando finale a Flavignac. Divisione disattivata l'11 luglio 1940. Subordinazione: XV e XXIV Corpo d'armata.[38]
- 3ª Divisione fanteria coloniale. Divisione di riserva di classe Amobilitata il 2 settembre 1939 a Parigi come divisione di tipo nord-est. Campagne: battaglia della Mosa, fronte della Mosa e ritirata dell'ala destra. Resti della divisione catturati il 22 giugno 1940. Posto di comando finale a Marthemont. Questa divisione venne poi ricostituita nell'agosto 1945. Subordinazione: XVIII Corpo d'armata, XXI Corpo d'armata e Regione Fortificata di Verdun, tutte della 2ª Armata.[39]
- 4ª Divisione fanteria coloniale. Divisione di riserva di classe ?mobilitata il 27 agosto 1939 a Tolosa come divisione di tipo nord-est. Campagne: Fronte della Somme, Battaglia della Somme, Ritirata dell'ala destra e Ritirata dell'ala sinistra. La divisione venne gradualmente distrutta e dispersa entro il 19 giugno 1940. I resti continuarono a ritirarsi e vennero sciolti il 1 ° luglio. Posto di comando finale vicino a Fumel, a sud-est di Bordeaux. Subordinazione: I Corpo d'armata della 7ª Armata, X Corpo d'armata della 10ª Armata e XXV Corpo d'armata dell'Armata di Parigi.[40]
- 5ª Divisione fanteria coloniale. Divisione di riserva di classe Amobilitata il 2 settembre 1939 a Montpellier come divisione di tipo nord-est. Campagne: Fronte della Somme, Battaglia della Somme e Ritirata dell'ala sinistra. Divisione disattivata nel luglio 1940. Posto di comando finale a Limogne-en-Quercy. Subordinazione: X Corpo d'armata, 10ª Armata; III Corpo d'armata, XII Regione Militare.[41]
- 6ª Divisione fanteria coloniale. Divisione di riserva di classe A di formazionemobilitata il 2 settembre 1939 a Saint-Maur sur Indre come divisione di tipo nord-est. Divisione formata con carenza di cannoni anticarro da 25 mm. Campagne: Fronte della Mosa, Battaglia dell'Aisne, Ritirata dell'ala destra e Ritirata del centro. I resti della divisione vennero fatti prigionieri il 23 giugno 1940. Posto di comando finale a Ochey. Subordinazione: XXI Corpo d'armata, Corpo d'armata Coloniale e Groupement Dubuisson.[42]
- 7ª Divisione fanteria coloniale. Divisione di riserva di classe Amobilitata il 1 settembre 1939 a Tolosa come divisione di tipo nord-est. Campagne: Fronte della Somme, Battaglia dell'Aisne e Ritirata del Centro. Posto di comando finale a La Coquille. Divisione sciolta il 10 luglio 1940. Subordinazione: X Corpo d'armata, XXIV Corpo d'armata e I Corpo d'armata.[43]
- 8ª Divisione di fanteria coloniale. Nuova divisione formata il 30 aprile 1940 a Mérignac come divisione di tipo nord-est. Campagne: Fronte alpino. La divisione si convertì in 8ª Divisione fanteria leggera coloniale il 6 giugno. Posto di comando finale a Grignan. Subordinazione: Armata delle Alpi.[44]
- 8ª Divisione fanteria leggera coloniale. Nuova divisione formata il 6 giugno 1940 a Grignan dall'8ª DIC. Campagne: ritirata dell'ala sinistra. Posto di comando finale a Monbazillac. Divisione sciolta l'11 luglio. Subordinazione: Armata di Parigi e X Corpo d'armata.[45]

### Unità oltremare
- 191ª Divisione fanteria. 1940 nel Levante, elementi successivamente parte del Settore Sud della Siria e combatterono contro la 1ª DFL e la 5ª Brigata fanteria indiana durante l'invasione Alleata del Levante nel 1941.[46]
- 192ª Divisione fanteria. 1940 nel Levante, elementi successivamente entrarono a far parte del Settore Sud della Siria e combatterono contro la 1ª DFL e la 5ª Brigata fanteria indiana durante l'invasione Alleata del Levante nel 1941.[46]
- Divisione del Tonchino. 1940 in Indocina, elementi subirono perdite e vennero in gran parte catturati dai giapponesi nel loro colpo di stato nell'Indocina francese.
- Divisione di Cocincina e Cambogia. 1940 in Indocina, elementi subirono perdite e vennero in gran parte catturati dai giapponesi nel loro colpo di stato nell'Indocina francese.

### Divisioni espatriate polacche nel 1940 (DIP)
Divisioni dell'esercito polacco ricostituite formate da espatriati polacchi in Francia.
| Nome formazione               | Data creazione                                      | Luogo creazione            | Data cessazione formazione | Insegna di divisione | Subordinata a                                                             | Campagne degne di nota                      | Posto di comando finale | Note | Fonti  |
| ----------------------------- | --------------------------------------------------- | -------------------------- | --- | -------------------- | ------------------------------------------------------------------------- | ------------------------------------------- | ----------------------- | --- | ------ |
| 1ª Divisione fanteria polacca | ottobre 1939 (dalla Brigata da montagna (Alte Alpi) | Camp de Coëtquidan, a Guer | 21 giugno 1940. Divisione sciolta e dispersa in Lorena per ordine del comandante di divisione quel giorno.                                                                            |                      | 2ª Armata e XX Corpo d'armata, 3ª Armata                                  | Fronte di Lorena e ritirata dell'ala destra | Hurbache                | La divisione ha ricevuto ordini contraddittori dal comandante generale del XX Corpo d'armata francese (rimanere in posizione) e dal governo polacco in esilio il 19 giugno 1940 (porre la divisione sotto l'autorità britannica o l'internamento svizzero) | [ 47 ] |
| 2ª Divisione fanteria polacca | marzo 1940                                          | Saint-Loup sur Thouet      | 20 giugno 1940. Seguendo gli ordini del governo polacco in esilio, la maggior parte della divisione (12.000 soldati) attraversò la frontiera svizzera il 20 giugno e venne internato. |                      | 2º Gruppo d'armate, 3ª Armata e XLV Corpo d'armata da fortezza, 8ª Armata | Ritirata dell'ala destra                    | Indevillers             | Alla divisione mancava la sua compagnia anticarro da 47 mm. La divisione venne spostata in prima linea dal 20 al 22 maggio. Tre battaglioni della divisione vennero presi prigionieri di guerra dai tedeschi.                                              | [ 49 ] |

### Divisioni motorizzate e di fanteria
I tipi di divisione includevano divisioni di fanteria ed alpine (DI - nessuna abbreviazione speciale per le divisioni alpine), divisioni motorizzate (DIM) e divisioni difda fortezza (DIF).
- 1ª Divisione fanteria motorizzata. Divisione attiva all'inizio della guerra; allertata il 23 agosto 1939 a Lille. Campagne: Battaglia del Dyle e Battaglia del Nord. Parte della divisione (Groupement Jenoudet) venne catturata, il resto evacuato in Inghilterra tra il 2 e il 3 giugno 1940 e poi imbarcato nuovamente per Cherbourg e Brest dove venne riorganizzato come 1ª DLI. Posto di comando finale a Malo-les-Bains di Dunkerque. Subordinazione: III Corpo d'armata. La 1ª Divisione fanteria venne ricreata nel febbraio 1945 e prestò servizio con la 1ª Armata francese.[50]
- 2ª Divisione fanteria. Divisione di riserva di classe A mobilitata il 2 settembre 1939 come divisione di tipo nord-est a Saint-André; parte mancante dei suoi cannoni anticarro da 25 mm. Campagne: Fronte di Lorena, Fronte dell'Aisne, Battaglia dell'Aisne e Ritirata del Centro. Gran parte della divisione catturata entro il 15 giugno 1940. Posto di comando finale a Chapelle-Vallon. Subordinazione: VI Corpo d'armata, 6ª Armata, XXIII Corpo d'armata, 4ª Armata e 2ª Armata.[51]
- 3ª Divisione fanteria motorizzata. Divisione attiva all'inizio della guerra; allertata il 25 agosto 1939 ad Amiens. Campagne: Battaglia della Mosa, Fronte della Mosa, Fronte dell'Aisne e Ritirata del Centro. Gran parte della divisione catturata entro il 18 giugno 1940. Posto di comando finale a Saint-Seine. Subordinazione: XXI Corpo d'armata della 2ª Armata e VIII Corpo d'armata della 4ª Armata.[52]
- 4ª Divisione fanteria. Divisione di riserva di classe A mobilitata il 2 settembre 1939 come divisione di tipo nord-est a Hirson; La carenza di cannoni anticarro venne risolta nell'aprile 1940. Il materiale automobilistico era vario e non in buone condizioni. Campagne: Combattimenti alle foci dell'Escaut e Battaglia del Nord. Divisione per lo più catturata a Lille o Dunkerque, ma alcuni evacuati da Dunkerque dal 31 maggio al 3 giugno. Gli elementi evacuati tornarono a Brest dal 4 al 5 giugno e vennero assegnati a varie unità. Posto di comando finale sulle spiagge di Dunkerque. Subordinazione: 7ª Armata, 1ª Armata e IV Corpo d'armata della 1ª Armata.[53]
- 5ª Divisione fanteria motorizzata. Divisione attiva all'inizio della guerra; allertata il 23 agosto 1939 a Caen. Campagne: Battaglia della Mosa e Battaglia del Nord. Elementi della divisione vennero catturati e l'unità venne sciolta il 25 maggio 1940. Alcuni elementi vennero evacuati via Dunkirk o altrimenti sfuggiti ai tedeschi e vennero usati per formare diverse altre unità. Posto di comando finale a Dunkerque. Subordinazione: II Corpo d'armata della 9ª Armata fino al 17 maggio, poi 1ª Armata.[54]
- 6ª Divisione fanteria. Divisione di riserva di classe A mobilitata il 2 settembre 1939 come divisione di tipo nord-est a Roncherolles-sur-le-Vivier. La divisione aveva una grave carenza di cavalli e nessuna compagnia anticarro di divisione il 10 maggio 1940. Campagne: Fronte della Lorena, Battaglia della Mosa, Fronte della Mosa e Ritirata dell'ala destra. Resti (2.500 uomini) della divisione catturati il 22 giugno 1940. Posto di comando finale a Thuilley-aux-Groseilles. Subordinazione: 2ª Armata, XVIII e XXI Corpo d'armata della 2ª Armata e Groupement Dubuisson.[55]
- 7ª Divisione fanteria. Divisione di riserva di classe A mobilitata il 2 settembre 1939 come divisione di tipo nord-est a Le Mans. Campagne: Fronte di Lorena, Fronte Aisne e Ailette, Battaglia dell'Aisne e Ritirata del Centro. La divisione si sciolse nel luglio 1940. Alcuni elementi vennero mantenuti nell'esercito di Vichy. Posto di comando finale a La Meyze. Subordinazione: Corpo d'armata Coloniale della 3ª Armata, 3ª Armata, 6ª Armata e XVII e XVIII Corpo d'armata della 6ª Armata.[56]
- 8ª Divisione fanteria. Nuova divisione formata il 1 aprile 1940 come divisione di tipo nord-est in Coutras. Campagne: Fronte dell'Aisne e dell'Ailette, Battaglia dell'Aisne e Ritirata del Centro. Divisione sciolta il 16 luglio 1940. Posto di comando finale a Saint-Pardoux. Subordinazione: XVII Corpo d'armata della 6ª Armata.[57]
- 9ª Divisione fanteria motorizzata. Divisione attiva all'inizio della guerra; allertato il 26 agosto 1939 ad Orléans, Nevers, Bourges e Limoges. Campagne: Combattimenti alle foci dell'Escaut e Battaglia del Nord. Divisione in gran parte catturata entro il 20 maggio 1940 lungo il Canale Sambre-Oise. Resti distaccati presso la 43ª DI e la 9ª DIC. Posto di comando finale a Bohain-en-Vermandois. Subordinazione: XVI Corpo d'armata della 7ª Armata e 9ª Armata.[58]
- 10ª Divisione fanteria. Divisione attiva all'inizio della guerra; allertata il 23 agosto 1939 nei pressi di Parigi. Campagne: Fronte dell'Aisne, Battaglia dell'Aisne e Ritirata del Centro. Massa della divisione catturata nel corso della campagna; 649 uomini rimasero nella divisione al momento dell'armistizio. Posto di comando finale a Saint-Flour, Cantal. Subordinazione: XXIII Corpo d'armata e 2ª Armata.[59] La 10ª Divisione fanteria venne ricreata nell'ottobre 1944 e prestò servizio in Alsazia e sulla costa atlantica.
- 11ª Divisione fanteria. Divisione attiva all'inizio della guerra; allertata il 22 agosto 1939 a Nancy. Campagne: Fronte di Lorena, Fronte dell'Aisne, Battaglia dell'Aisne e Ritirata del Centro. Divisione sciolta l'11 luglio 1940. Posto di comando finale a Saint-Pardoux. Subordinazione: I e XXIV Corpo d'armata della 7ª Armata.[60]
- 12ª Divisione fanteria motorizzata. Divisione attiva all'inizio della guerra; allertata il 23 agosto 1939 a Chalons-sur-Marne. Campagne: Fronte di Lorena, Frontiera del Nord, Battaglia del Dyle e Battaglia del Nord. Divisione catturata il 4 giugno 1940. Posto di comando finale a Dunkerque. Subordinazione: V e III Corpo d'armata della 1ª Armata.[61]
- 13ª Divisione fanteria. Divisione attiva all'inizio della guerra; allertata il 22 agosto 1939 nella regione di Bourogne. Campagne: Fronte d'Alsazia, Fronte della Somme, Battaglia della Somme e Ritirata dell'ala sinistra. Gran parte della divisione persa durante la ritirata finale ma unità ancora intatta il 25 giugno 1940. Posto di comando finale a Lalinde. Subordinazione: corpi d'armata multipli dell'8ª, 7ª e 10ª Armata, nonché il XXV Corpo d'armata dell'Armata di Parigi. Subordinazione finale alla Task Force de Bazelaire.[62]
- 14ª Divisione fanteria. Divisione attiva all'inizio della guerra; allertata il 25 agosto 1939 nella regione di Mulhouse. Campagne: Fronte d'Alsazia, Fronte di Lorena, Battaglia della Mosa, Fronte dell'Aisne, Battaglia dell'Aisne e Ritirata del Centro. Unità ancora intatta il 25 giugno 1940. Posto di comando finale a Champeix. Subordinazione: XXIII Corpo d'armata della 6ª e 4ª Armata, VIII Corpo d'armata della 4ª Armata.[63] La 14ª Divisione fanteria venne ricreata il 16 febbraio 1945 e prestò servizio con la 1ª Armata francese.
- 15ª Divisione fanteria motorizzata. Divisione attiva all'inizio della guerra; allertata il 23 agosto 1939 a Digione. Campagne: Fronte di Lorena, Battaglia del Dyle e Battaglia del Nord. Gran parte della divisione catturata a sud di Lille il 29 maggio 1940; alcuni elementi s'imbarcarono a Dunkerque e vennero spediti a Brest e Cherbourg. Posto di comando finale a Faubourg des Postes (Lille). Subordinazione: IV Corpo d'armata della 1ª Armata.[64]
- 16ª Divisione fanteria. Divisione di riserva di classe A mobilitata il 2 settembre 1939 a Digione. Campagne: Fronte d'Alsazia, Fronte della Somme, Battaglia della Somme e Ritirata del Centro. Divisione ridotta a quattro battaglioni al momento dell'armistizio. Posto di comando finale a Cuzorn. Subordinazione: XII, X e XXV Corpo d'armata; subordinato a varie armate nel corso della campagna.[65]
- 17ª Divisione fanteria. Inizialmente prevista per il 31 marzo 1940, questa formazione venne cancellata e le unità componenti assegnate ad altre divisioni. Dopo lo sfondamento a Sedan dal 10 al 15 maggio 1940, i resti della 55ª DI e della 71ª DI vennero organizzati in una nuova divisione, che rapidamente assunse tre nomi: 55ª DI, 71ª DI e 17ª DI (il 21 maggio). La divisione rimase in riserva generale fino a quando non venne rilasciata per la difesa di Verdun. Il 30 maggio, la divisione venne ribattezzata 59ª DLI.[66]
- 18ª Divisione fanteria. La divisione di riserva di classe A si mobilitò il 2 settembre 1939 come divisione di tipo nord-est a Tours. Campagne: Fronte di Lorena, Frontiera del Nord, Battaglia della Mosa e Battaglia del Nord. La divisione venne circondata e quasi completamente distrutta nelle vicinanze di Beaumont il 16 maggio 1940. Posto di comando finale a Damousies. Subordinazione: XI Corpo d'armata della 9ª Armata.[67]
- 19ª Divisione fanteria. Divisione attiva all'inizio della guerra; allertata il 25 agosto 1939 a Rennes. Campagne: Fronte di Lorena, Fronte d'Alsazia, Fronte della Somme, Battaglia della Somme e Ritirata dell'ala sinistra. Divisione intatta al momento dell'armistizio. Posto di comando finale a Pierre-Buffière. Subordinazione: XIII Corpo d'armata e I Corpo d'armata della 7ª Armata.[68] La 19ª Divisione fanteria venne ricreata nel settembre 1944 e prestò servizio sulla costa atlantica.
- 20ª Divisione fanteria. Divisione di riserva di classe A mobilitata il 2 settembre 1939 a Rennes. Campagne: Frontiera del Nord, Fronte della Lorena, Fronte della Mosa, Battaglia dell'Aisne e Ritirata del Centro. Divisione accerchiata e catturata sulla riva sinistra della Senna il 15 giugno 1940. Posto di comando finale a Sainte-Maure (5 chilometri a nord di Troyes). Subordinazione: XLII Corpo d'armata della 3ª Armata e VII Corpo d'armata della 6ª Armata.[69]
- 21ª Divisione fanteria. Divisione attiva all'inizio della guerra; allertata il 25 agosto 1939 a Nantes. Campagne: Fronte della Lorena, Frontiera del Nord, Battaglia dell'estuario della Schelda e Battaglia del Nord. La divisione si arrese dopo la battaglia di Boulogne il 25 maggio 1940. Posto di comando finale a Boulogne. Subordinazione: Riserva dell'Alto Comando ed Ammiraglio al comando del Fronte Settentrionale.[70]
- 22ª Divisione fanteria. Divisione di riserva di classe Amobilitata il 23 agosto 1939 nell'11ª regione militare. Campagne: Fronte di Lorena, Battaglia della Mosa e Battaglia del Nord. Il grosso della divisione catturato nelle vicinanze di Wimy il 18 maggio 1940, dopo aver difeso la foresta di Saint-Michel. Posto di comando finale a Wimy. Subordinazione: Corpo d'armata Coloniale della 3ª Armata e XI Corpo d'armata della 9ª Armata.[71]
- 23ª Divisione fanteria. Divisione attiva all'inizio della guerra; allertata il 25 agosto 1939 a Limoges. Campagne: Fronte della Lorena, Fronte dell'Alsazia, Fronte della Somme e dell'Aisne, Battaglia dell'Aisne e Ritirata del Centro. Divisione intatta al momento dell'armistizio; unità sciolta l'11 luglio 1940. Posto di comando finale a Jumilhac-le-Grand. Subordinazione: XXIV Corpo d'armata della 7ª Armata.[72] La 23ª Divisione fanteria venne ricreata nel gennaio 1945 e prestò servizio sulla costa atlantica.
- 24ª Divisione fanteria. Divisione di riserva di classe Amobilitata il 3 settembre 1939 a Limoges. Campagne: Fronte della Lorena, Fronte della Somme, Battaglia della Somme e Ritirata dell'Ala Sinistra. Forza della divisione ridotta a 100-200 uomini per reggimento entro l'11 giugno 1940. Divisione ancora esistente al momento dell'armistizio; unità sciolta l'11 luglio 1940. Posto di comando finale a Cubas. Subordinazione: X Corpo d'armata della 10ª Armata e Task Force de Bazelaire, tra gli altri.[73]
- 25ª Divisione fanteria motorizzata. Divisione attiva all'inizio della guerra; allertata il 27 agosto 1939 a Clermont-Ferrand. Campagne: Fronte della Lorena, Frontiera del Nord, Battaglia dell'estuario della Schelda e Battaglia del Nord. Il grosso della divisione catturato nelle vicinanze di Canteleu e Lambersart la sera del 31 maggio 1940. Posto di comando finale a Bray-Dunes. Subordinazione: Vari corpi d'armata, quasi tutti subordinati alla 1ª Armata.[74] La 25ª Divisione fanteria venne ricreata nell'aprile 1945 e prestò servizio sulla costa atlantica.
- 26ª Divisione fanteria. Divisione di riserva di classe Amobilitata il 2 settembre 1939 a Clermont-Ferrand. Campagne: Fronte di Lorena e ritirata dell'ala destra. Gran parte della divisione catturata nella foresta di Charmes nella notte tra il 20 e il 21 giugno 1940. Posto di comando finale a Charmes. Subordinazione: VI Corpo d'armata della 3ª Armata.[75]
- 27ª Divisione fanteria da montagna. Divisione di riserva di classe Amobilitata il 22 agosto 1939 a Gap. Divisione convertita in una divisione di fanteria di tipo nord-est il 27 ottobre 1939. Campagne: Frontiera alpina, Fronte di Lorena, Battaglia dell'Aisne e Ritirata del centro. Divisione intatta al momento dell'armistizio. Posto di comando finale a Saint-Dizier-Leyrenne. Subordinazione: VIII, XVII e VII Corpo d'armata delle varie armate.[76] La 27ª Divisione Fanteria da Montagna venne ricreata nel novembre 1944 e prestò servizio sul confine alpino.
- 28ª Divisione fanteria da montagna. Divisione di riserva di classe Amobilitata il 22 agosto 1939 a Chambéry. Campagne: Frontiera alpina, Fronte di Lorena, Fronte dell'Aisne, Battaglia dell'Aisne e Ritirata del centro. Divisione intatta al momento dell'armistizio; elementi sciolti entro il 31 luglio 1940. Posto di comando finale a Marsac. Subordinazione: XVII e VII Corpo d'armata della 6ª Armata.[77]
- 29ª Divisione fanteria da montagna. Divisione di riserva di classe Amobilitata il 22 agosto 1939 a Nizza. Campagne: Frontiera alpina, Fronte di Lorena, Fronte della Somme, Battaglia della Somme e Ritirata dell'ala sinistra. Grosso della divisione catturato o distrutto tra la Somme e Le Beuvron durante il periodo 5-19 giugno 1940; i resti si sciolsero entro l'11 luglio 1940. Posto di comando finale a Hautefort. Subordinazione: XXIV e I Corpo d'armata della 7ª Armata.[78]
- 30ª Divisione fanteria da montagna. Divisione di riserva di classe Amobilitata il 22 agosto 1939 a Marsiglia. Divisione convertita in una divisione di fanteria di tipo nord-est il 27 ottobre 1939. Campagne: Frontiera alpina, Fronte di Lorena e Ritirata dell'ala destra. Divisione catturata nelle vicinanze di Saint-Dié il 23 giugno 1940. Posto di comando finale nei boschi di Belmont. Subordinazione: XLIII Corpo d'armata di fortezza della 5ª Armata e XII Corpo d'armata della 3ª Armata.[79]
- 31ª Divisione fanteria da montagna. Divisione di riserva di classe Amobilitata il 27 agosto 1939 a Montpellier. Campagne: Fronte della Lorena, Fronte della Somme, Battaglia della Somme e Ritirata dell'Ala Sinistra. Divisione catturata a Saint-Valery-en-Caux il 12 giugno 1940. Posto di comando finale a Gueutteville. Subordinazione: IX Corpo d'armata della 10ª Armata.[80]
- 32ª Divisione fanteria. Divisione di riserva di classe A mobilitata il 22 agosto 1939 a Montpellier. Conosciuta anche come 32ª Divisione fanteria leggera dopo il 12 giugno 1940. Campagne: Fronte di Lorena, Battaglia del Dyle, Battaglia del nord e Ritirata dell'ala sinistra. Divisione catturata in parte tra il 4 e il 18 giugno 1940 nella regione tra Dunkerque e Falaise. Posto di comando finale a Saint-Vigor-des-Mézerets. Subordinazione: III Corpo d'armata della 1ª Armata e XVI Corpo d'armata della 10ª Armata.[81]
- 35ª Divisione fanteria. Divisione di riserva di classe Amobilitata il 2 settembre 1939 a Bordeaux. Campagne: Fronte di Lorena, Fronte d'Alsazia, Fronte dell'Aisne, Battaglia dell'Aisne e Ritirata dell'ala destra. Divisione catturata nelle vicinanze di Ochey il 22 giugno 1940; al momento della resa, l'unità era stata ridotta a una forza di poco più di 6.000 uomini. Posto di comando finale a Germiny. Subordinazione: Corpo d'armata Coloniale e XXI Corpo d'armata della 2ª Armata.[82]
- 36ª Divisione fanteria. Divisione attiva all'inizio della guerra; allertato il 28 agosto 1939 a Bordeaux. Campagne: Fronte della Lorena, Frontiera settentrionale, Fronte dell'Aisne, Battaglia dell'Aisne e Ritirata dell'ala destra. La divisione venne catturata il 21 giugno 1940 nelle vicinanze di Vézelise. Posto di comando finale a Gugney. Subordinazione: X Corpo d'armata e Corpo d'armata Coloniale della 2ª Armata.[83] La 36ª Divisione fanteria venne ricreata nel febbraio 1945 ma non vide il combattimento prima della fine della guerra in Europa.
- 40ª Divisione fanteria. Costituito il 31 maggio 1940 a Morain-Villiers dalla 2ª Divisione leggera chasseurs. Campagne: battaglia della Somme e ritirata dell'ala sinistra. Divisione intatta al momento dell'armistizio; sciolta il 31 luglio 1940. Posto di comando finale a Cahors. Subordinazione: IX Corpo d'armata della 10ª Armata.[84]
- 41ª Divisione fanteria. Divisione di riserva di classe A in formazionemobilitata il 2 settembre 1939 a Versailles. Campagne: Fronte della Lorena, Frontiera del Nord, Battaglia della Mosa, Fronte della Mosa, Battaglia dell'Aisne e Ritirata del Centro. Tutti tranne 1.300 uomini della divisione catturati il 17-18 giugno 1940 nelle vicinanze di Gondreville. Posto di comando finale a Gondreville. Subordinazione: XVIII Corpo d'armata della 2ª Armata e XVII Corpo d'armata della 6ª Armata.[85]
- 42ª Divisione fanteria. Divisione attiva all'inizio della guerra; allertata il 20 agosto 1939 a Metz. Campagne: Fronte di Lorena, Fronte dell'Aisne, Battaglia dell'Aisne e Ritirata del Centro. Divisione per lo più catturata il 17 giugno 1940 nelle vicinanze di Les Riceys. Posto di comando finale a Les Riceys. Subordinazione: XXIII Corpo d'armata della 6ª e 4ª Armata.[86]
- 43ª Divisione fanteria. Divisione attiva all'inizio della guerra; allertata il 23 agosto 1939 a Weyersheim. Campagne: Fronte d'Alsazia, Battaglia del Dyle, Battaglia del Nord e Ritirata dell'Ala Sinistra. La divisione s'imbarcò a Dunkerque e tornò in Francia via Brest. Divisione catturata dal 18 al 26 giugno 1940 tra Passais e Belligné. Posto di comando finale a Passais. Subordinazione: 1ª Armata, Comandante della Zona B e del XVI Corpo d'armata.[87]
- 44ª Divisione fanteria. Divisione formata il 1 marzo 1940 a Dourdan. Campagne: Fronte Aisne, Battaglia dell'Aisne e Ritirata del Centro. Divisione ridotta ad una forza inferiore a 2.500 uomini al momento dell'armistizio. Ultimo posto di comando a Mauriac. Subordinazione: XXIII, XVII e VII Corpo d'armata della 6ª Armata.[88]
- 45ª Divisione fanteria. Divisione di riserva di classe A mobilitata il 2 settembre 1939 a Orléans. Campagne: Fronte di Lorena, Fronte dell'Aisne, Battaglia dell'Aisne e Ritirata del Centro. Divisione catturata o dispersa entro il 14 giugno 1940. Posto di comando finale a Arcis-sur-Aube. Subordinazione: VII Corpo d'armata della 6ª Armata.[89]
- 47ª Divisione fanteria. Divisione di riserva di classe A mobilitata il 2 settembre 1939 a Besançon. Campagne: Fronte d'Alsazia, Fronte di Lorena, Battaglia dell'Aisne e Ritirata del Centro. Divisione intatta al momento dell'armistizio. Posto di comando finale a Mareuil. Subordinazione: IX Corpo d'armata della 4ª Armata e I Corpo d'armata della 7ª Armata.[90]
- 51ª Divisione fanteria. Divisione di riserva di classe B mobilitata il 2 settembre 1939 a Lille. Campagne: Frontiera Settentrionale, Battaglia della Mosa, Fronte di Lorena e Ritirata dell'Ala Destra. Divisione catturata il 23 giugno 1940 nelle vicinanze di Villey-le-Sec. Posto di comando finale a Sexey-aux-Forges. Subordinazione: XXIV e XLII Corpo d'armata della 3ª Armata.[91]
- 52ª Divisione fanteria. Divisione di riserva di classe B mobilitata il 24 agosto 1939 a Mézières. Campagne: Frontiera settentrionale, Fronte di Lorena e Ritirata dell'ala destra. Divisione catturata il 23 giugno 1940 nelle vicinanze di La Bourgonce. Posto di comando finale a La Salle. Subordinazione: XX Corpo d'armata della 4ª Armata e Groupement de la Saare del 2º Gruppo d'armate.[92]
- 53ª Divisione fanteria. Divisione di riserva di classe B mobilitata il 2 settembre 1939 a Bourbourg. Campagne: Frontiera settentrionale, Battaglia della Mosa, Fronte dell'Aisne e Ritirata del centro. Divisione ridotta a circa 800 uomini al momento dell'armistizio; designata come 53ª Divisione fanteria leggera dopo il 31 maggio 1940. Posto di comando finale a Allègre. Subordinazione: XLI Corpo d'armata di fortezza della 9ª Armata e VIII Corpo d'armata della 4ª Armata.[93]
- 54ª Divisione fanteria. Divisione di riserva di classe B il 2 settembre 1939 a Le Mans. Campagne: fronte d'Alsazia e ritirata dell'ala destra. Divisione catturata il 22 giugno 1940 nelle vicinanze di Sainte-Marie-aux-Mines. Posto di comando finale a Corcieux. Subordinazione: XIII Corpo d'armata dell'8ª Armata.[94]
- 55ª Divisione fanteria. Divisione di riserva di classe B mobilitata il 3 ottobre 1939 a Orléans. Campagne: frontiera settentrionale e battaglia della Mosa. La divisione venne presa dal panico nella battaglia di Bulson il 13 maggio 1940 e venne sciolta il 18 maggio 1940 con elementi che andarono alla seconda formazione della 17ª Divisione fanteria. Posto di comando finale a Manre. Subordinazione: X Corpo d'armata della 2ª Armata.[95]
- 56ª Divisione fanteria. Divisione di riserva di classe B mobilitata il 2 settembre 1939 a Châlons-sur-Marne. Campagne: Fronte di Lorena e Ritirata del Centro. Divisione catturata il 16 giugno 1940 nelle vicinanze di Aignay-le-Duc. Posto di comando finale a Prairay, due chilometri a OSO di Francheville. Subordinazione: Corpo d'armata Coloniale, VI Corpo d'armata della 3ª Armata e XVIII Corpo d'armata della 2ª Armata.[96]
- 57ª Divisione fanteria. Divisione di riserva di classe B mobilitata il 2 settembre 1939 nella regione di Besançon. Campagne: Fronte d'Alsazia, Battaglia dell'Aisne e Ritirata del Centro. Divisione intatta al momento dell'armistizio; sciolta l'11 luglio 1940. Posto di comando finale a Hiesse. Subordinazione: XLV Corpo d'armata di fortezza del 3º Gruppo d'armate e XXIV Corpo d'armata della 7ª Armata.[97]
- 58ª Divisione fanteria. Divisione di riserva di classe B mobilitata il 2 settembre 1939 a Digione. Campagne: Fronte di Lorena e ritirata dell'ala destra. Divisione ridotta alla forza di tre battaglioni nel corso della campagna e catturata il 22 giugno 1940 a est di Ochey. Posto di comando finale a Ochey. Subordinazione: XLII Corpo d'armata di fortezza e Groupement Dubuisson.[98]
- 60ª Divisione fanteria. Divisione di riserva di classe B mobilitata il 2 settembre 1939 a Rennes. Campagne: frontiera settentrionale, battaglia per l'estuario della Schelda e battaglia del nord. Divisione interrotta a nord, circa 1.000 uomini evacuati in Gran Bretagna senza equipaggiamento. Il resto della divisione catturato il 4 giugno 1940 nelle vicinanze di Malo Terminus vicino a Dunkerque. Posto di comando finale: Malo Terminus. Subordinazione: 7ª Armata e XVI Corpo d'armata.[99]
- 61ª Divisione fanteria. Divisione di riserva di classe B mobilitata il 2 settembre 1939 a Nantes. Campagne: frontiera settentrionale e battaglia della Mosa. Divisione isolata e divisa dalle spinte corazzate tedesche dal 15 al 16 maggio 1940 e successivamente sciolta il 27 maggio 1940 con elementi che andarono alla 236ª ed alla 241ª Divisione fanteria leggera. Posto di comando finale a Louviers. Subordinazione: XLI Corpo d'armata di fortezza della 9ª Armata.[100]
- 62ª Divisione fanteria. Divisione di riserva di classe B mobilitata il 2 settembre 1939 a Limoges. Alla mobilitazione, la divisione non disponeva di truppe, quadri, veicoli e cannoni anticarro sufficienti per un completo insediamento. Campagne: Fronte di Lorena, Fronte d'Alsazia e Ritirata dell'ala destra. Divisione catturata nelle vicinanze di Donon tra il 21 e il 23 giugno 1940. Posto di comando finale a Donon. Subordinazione: XVII Corpo d'armata e 103ª Divisione di fortezza della 5ª Armata.[101]
- 63ª Divisione fanteria. Divisione di riserva di classe B mobilitata il 3 settembre 1939 a Clermont-Ferrand. Campagne: fronte d'Alsazia e ritirata dell'ala destra. Divisione catturata il 22 giugno 1940 nelle vicinanze di Bussang. Posto di comando finale a Bussang. Subordinazione: XLV e XLIV Corpo d'armata di fortezza dell'8ª Armata.[102]
- 64ª Divisione fanteria (da montagna). Divisione di riserva di classe B mobilitata il 2 settembre 1939 a Valence. Campagne: Frontiera alpina e Fronte alpino. Divisione intatta al momento dell'armistizio; sciolta il 10 luglio 1940. Posto di comando finale ad Embrun. Subordinazione: XIV Corpo d'armata dell'Armata delle Alpi.[103]
- 65ª Divisione fanteria (da montagna). Divisione di riserva di classe B mobilitata il 2 settembre 1939 a Marsiglia. Campagne: Frontiera alpina e Fronte alpino. Divisione intatta al momento dell'armistizio; sciolta l'11 luglio 1940. Posto di comando finale a Levens. Subordinazione: XV Corpo d'armata dell'Armata delle Alpi.[104]
- 66ª Divisione fanteria (da montagna). Divisione di riserva di classe B mobilitata il 2 settembre 1939 a Montpellier. Campagne: Frontiera alpina e Fronte alpino. Divisione intatta al momento dell'armistizio; sciolta l'8 luglio 1940. Posto di comando finale a La Combe-de-Lancey. Subordinazione: XIV Corpo d'armata dell'Armata delle Alpi.[105]
- 67ª Divisione fanteria. Divisione di riserva di classe B mobilitata il 12 settembre 1939 a Tolosa. Campagne: fronte d'Alsazia e ritirata dell'ala destra. La divisione venne catturata il 18 giugno 1940 nelle vicinanze di Maîche. Alcuni elementi varcarono il confine svizzero ed entrarono in internamento. Posto di comando finale a Brémoncourt. Subordinazione: XLIV e XLV Corpo d'armata di fortezza dell'8ª Armata.[106]
- 68ª Divisione fanteria. Costituita il 16 gennaio 1940 a Dunkerque. Campagne: Battaglia dell'estuario della Schelda e Battaglia del Nord. Divisione catturata a Dunkerque il 4 giugno 1940. Posto di comando finale a Dunkerque. Subordinazione: XVI Corpo d'armata dell'Ammiraglio-Nord.[107]
- 70ª Divisione fanteria. Divisione di riserva di classe B mobilitata il 2 settembre 1939 a Nancy. Campagne: fronte d'Alsazia e ritirata dell'ala destra. Divisione catturata il 21-22 giugno 1940 nelle vicinanze di Padoux. Ultimo posto di comando in una foresta fuori Padoux. Subordinazione: XII Corpo d'armata della 5ª Armata.[108]
- 71ª Divisione fanteria. Divisione di riserva di classe B mobilitata il 2 settembre 1939 a Versailles. Campagne: frontiera settentrionale e battaglia della Mosa. La divisione venne presa dal panico durante la Battaglia di Bulson il 13-14 maggio 1940 e venne sciolta il 21 maggio 1940 con elementi che andarono alla seconda formazione della 17ª Divisione fanteria. Posto di comando finale a Verdun. Subordinazione: X Corpo d'armata della 2ª Armata.[109]
- 101ª Divisione di fortezza. Costituita il 16 marzo 1940 vicino a Haumont-près-Samogneux dal Settore fortificato di Maubeuge. Campagne: Frontiera Settentrionale, Battaglia del Dyle e Battaglia del Nord. Parte della divisione catturata a Dunkerque dopo il 3 giugno 1940; un reggimento s'imbarcò a Dunkerque per la Normandia e venne catturato il 17 giugno 1940 nelle vicinanze di Falaise. Posto di comando finale a Dunkerque. Subordinazione: 1ª Armata.[110]
- 102ª Divisione di fortezza. Costituita il 1º gennaio 1940 a Rimogne da elementi del Settore difensivo delle Ardenne. Campagne: frontiera settentrionale e battaglia della Mosa. Il grosso della divisione catturato vicino a Thin-le-Moutier. Posto di comando finale presso la fattoria Valcontent, a circa 3.5 chilometri da Thin-le-Moutier. Subordinazione: XLI Corpo d'armata di fortezza della 9ª Armata.[111]
- 103ª Divisione di fortezza. Costituita il 5 marzo 1940 dal Settore fortificato del Basso Reno. Campagne: fronte d'Alsazia e ritirata dell'ala destra. Divisione catturata il 23 giugno 1940 come parte della resa della 5ª armata. Posto di comando finale a Salm, vicino a Waldersbach. Subordinazione: XVII Corpo d'armata e XLIII Corpo d'armata di fortezza della 5ª Armata.[112]
- 104ª Divisione di fortezza. Costituita il 3 marzo 1940 dal Settore fortificato di Colmar. Campagne: fronte d'Alsazia e ritirata dell'ala destra. Divisione catturata il 21 giugno 1940 nelle vicinanze di Xonrupt. Posto di comando finale a Xonrupt. Subordinazione: XII e XIII Corpo d'armata dell'8ª Armata.[113]
- 105ª Divisione di fortezza. Costituita il 16 marzo 1940 dal Settore fortificato di Mulhouse. Campagne: fronte d'Alsazia e ritirata dell'ala destra. Divisione catturata il 22 giugno 1940 vicino a Mollau. Posto di comando finale a Rouge-Gazon, a circa 4 chilometri a SO di Mollau. Subordinazione: XIII Corpo d'armata e XLIV Corpo d'armata di fortezza dell'8ª Armata.[114]

### Divisioni leggere chasseurs (DLCh)
Le divisioni Chasseurs vennero organizzate nell'aprile 1940 ed erano destinate all'uso in Norvegia.
| Nome formazione                | Data creazione                                        | Luogo di creazione | Data cessazione formazione                             | Subordinata a                                                                             | Campagne degne di nota | Posto di comando finale | Note | Fonti   |
| ------------------------------ | ----------------------------------------------------- | ------------------ | ------------------------------------------------------ | ----------------------------------------------------------------------------------------- | --- | ----------------------- | --- | ------- |
| 1ª Divisione leggera chasseurs | 15 aprile 1940 (dalla Brigata alpina (Alte montagne)) | Brest              | 22 giugno 1940                                         | Corpo di spedizione scandinavo francese e comandante della linea di difesa della Bretagna | Norvegia e Francia occidentale. La divisione sbarcò in Norvegia il 19 aprile 1940 ed evacuò la Norvegia dal 3 al 7 giugno 1940. Elementi sbarcarono brevemente in Bretagna e combatterono nel sud-ovest della Normandia, quindi s'imbarcarono per la Gran Bretagna. | Casablanca              | Circa 1.200 uomini si sono offerti volontari per il servizio con la Francia libera mentre si trovavano nel Regno Unito. Il resto venne spedito in Marocco a luglio. Alcuni rimasero nel Nordafrica francese mentre altri rimpatriarono in Francia entro il 4 agosto 1940. | [ 116 ] |
| 2ª Divisione leggera chasseurs | 18 aprile 1940                                        | Brest              | 31 maggio 1940 (renamed as the 40th Infantry Division) | Corpo di spedizione scandinavo francese e Riserva dell'Alto Comando                       | Nessuna | Morain-Villiers         | Destinata all'uso in Norvegia e spedita in Scozia prima di essere restituita a Brest entro il 19 maggio 1940. | [ 117 ] |

### Divisioni fanteria leggera (DLI)
La maggior parte si formò nel maggio o giugno 1940. Le divisioni leggere avevano solo due reggimenti di fanteria e mancavano di molto equipaggiamento.
- 1ª Divisione fanteria leggera. Formata il 10 giugno 1940 vicino a Évreux da 3.400 uomini della 1ª DIM evacuati da Dunkerque e restituiti in Francia, oltre ad altri elementi. Quattro battaglioni di fanteria, 2 battaglioni di artiglieria; tutte le altre armi inesistenti o in forma embrionale. Campagne: ritirata dell'ala sinistra. Divisione forzata ad ovest di Caen, dispersa e aggirata dai tedeschi dal 19 al 25 giugno. Arresasi il 29 giugno. Posto di comando finale a Juvigny-le-Tertre. Subordinazione: XVI Corpo d'armata dal 10 al 29 giugno 1940.[119]
- 3ª Divisione fanteria leggera. Costituita il 15 aprile 1940 vicino a Brest e destinata al servizio in Norvegia. La divisione aveva due reggimenti di fanteria, una compagnia anticarro, una compagnia di carri armati, un battaglione di ricognizione e un battaglione di artiglieria. Invece che in Norvegia, la divisione venne trasportata su rotaia a Parigi e poi nelle vicinanze del fiume Somme a Noyon. Campagne: Difesa della Somme e dell'Aisne, Battaglia dell'Aisne e Ritirata del Centro. L'adunata finale della divisione si tenne a Nexon, a SO di Limoges. Subordinazione: XXIV Corpo d'armata dal 18 maggio al 25 giugno 1940.[120]
- 17ª Divisione fanteria leggera. Costituita il 31 maggio 1940 nel Dipartimento della Creuse (La Courtine) dai resti delle unità della battaglia della Mosa, principalmente la 18ª DI. La divisione aveva due reggimenti di fanteria e uno di artiglieria (due battaglioni da 75 mm) ma solo otto cannoni anticarro e con gravi carenze di mortai e apparecchiature di segnalazione. Campagne: battaglia della Somme e ritirata dell'ala sinistra. Aveva quattro battaglioni catturati tra il 20 e il 27 giugno. Il posto di comando finale fu a Saint-Hilaire-du-Maine. Subordinazione: IV Corpo d'armata della 10ª Armata dal 7 all'11 giugno e poi Raggruppamento Duffour della 10ª Armata fino alla capitolazione.[121]
- 59ª Divisione fanteria leggera. Formatasi il 30 maggio 1940 a ovest di Saint-Mihiel dalla 17ª DI, a sua volta formata dai resti della 55ª DI e della 71ª DI. La divisione aveva due reggimenti di fanteria e uno di artiglieria insieme ad alcuni mezzi anticarro e antiaerei. Campagne: Ritirata del Centro. La divisione assunse una posizione difensiva lungo i margini occidentali delle foreste di Argonne e Belval e venne poi sopraffatta dai carri armati tedeschi e dagli attacchi di artiglieria prima di essere costretta ad arrendersi il 13 giugno 1940 a sud di Montmirail. Posto di comando finale a Bannes. Subordinazione: 2ª Armata (fino al 12 giugno) e VII Corpo d'armata della 6ª Armata.[122]
- 235ª Divisione fanteria leggera. Costituita il 1 giugno 1940 a Bar-sur-Aube con una percentuale elevata di truppe di servizio. La divisione aveva due reggimenti di fanteria e uno di artiglieria, ma era a corto di cannoni anticarro da 25 mm e 47 mm. Campagne: Battaglia dell'Aisne e Ritirata del Centro. Gli attacchi dei tedeschi dispersero effettivamente la divisione entro il 12 giugno; elementi riuscirono a ritirarsi a sud prima di separarsi entro il 16 giugno. Posto di comando finale in una fattoria sei chilometri a est di Méry-sur-Seine. Subordinazione: XXIII Corpo d'armata della 4ª Armata fino al 12 giugno, poi sotto la direzione della 2ª DI.[123]
- 236ª Divisione fanteria leggera. Costituita l'8 giugno 1940 a Courances da elementi della 102ª DIF, 22ª DI e 9ª DIM. Campagne: ritirata dell'ala sinistra. Fusa con la 237ª DLI il 25 giugno 1940. Posto di comando finale a Cunèges, a est di Bordeaux. Subordinazione: 10ª Armata.[124]
- 237ª Divisione fanteria leggera. Costituita il 27 maggio 1940 a Bazoches-sur-Guyonne da elementi della 5ª DIM e della 55ª DI. Campagne: ritirata dell'ala sinistra. La divisione si sciolse il 7 luglio 1940. Posto di comando finale a Pellegrue, a est di Bordeaux. Subordinazione: III Corpo d'armata della 10ª Armata.[125]
- 238ª Divisione fanteria leggera. Costituita il 1 giugno 1940 ad Arc-en-Barrois con due reggimenti di fanteria e un reggimento di artiglieria ma privo di cannoni anticarro da 25 mm. Campagne: Battaglia dell'Aisne e Ritirata del Centro. Divisione sciolta l'11 luglio 1940. Posto di comando finale a Bersac, a nord-est di Limoges. Subordinazione: XVII Corpo d'armata della 6ª Armata.[126]
- 239ª Divisione fanteria leggera. Costituita il 1 giugno 1940 a Rolampont da vari battaglioni. Stato dell'attrezzatura estremamente scadente. Campagne: Battaglia dell'Aisne e Ritirata del Centro. Divisione sciolta l'11 luglio 1940. Posto di comando finale a Saint-Mathieu, a sud-ovest di Limoges. Subordinazione: 7ª Armata e XXIV Corpo d'armata fino al 21 giugno, data in cui la divisione venne trasferita al I Corpo d'armata.[127]
- 240ª Divisione fanteria leggera. Costituita il 14 giugno 1940 a Bar-sur-Seine da unità di addestramento; la divisione aveva una carenza di personale del 40%. Campagne: Ritirata del Centro. Divisione catturata il 17 giugno. Ultimo posto di comando a Laignes, tra Troyes e Digione. Subordinazione: XVIII Corpo d'armata.[128]
- 241ª Divisione fanteria leggera. Costituita il 27 maggio 1940 a Louviers da elementi della 61ª DI e rinforzi dall'interno. Campagne: Battaglia della Somme, Battaglia del Centro e Ritirata del Centro. La divisione si sciolse l'11 luglio 1940. Posto di comando finale a Cadouin, a est di Bergerac. Subordinazione: XXV Corpo d'armata.[129]
- Divisione leggera Burtaire (DLB). Costituita l'8 giugno 1940 a Louppy-sur-Loison dal Groupement Burtaire, a sua volta formato dal settore fortificato di Montmedy il 25 maggio. Campagne: Fronte della Mosa e Ritirata del Centro. Catturata il 23 giugno. Ultimo posto di comando nella foresta di Goviller. Subordinazione: XVIII Corpo d'armata, 2ª Armata e Groupement Dubuisson.[130]

### Divisioni provvisorie dei settori fortificati
- Divisione di marcia Besse (DMB). Costituita il 13 giugno 1940 a Borny (2 chilometri E di Metz) dal Settore fortificato di Boulay. Campagne: ritirata dell'ala destra. La maggior parte degli elementi catturati il 20 giugno. Posto di comando finale a Germonville, a sud di Nancy. Subordinazione: VI Corpo d'armata della 3ª Armata.[131]
- Divisione di marcia Chastanet (DMC). Costituita il 13 giugno 1940 a Meisenthal dal Settore fortificato di Rohrbach. Campagne: ritirata dell'ala destra. Gli elementi si arresero il 24 giugno. Posto di comando finale al Col de la Charnaye, nei pressi di Val-et-Châtillon. Subordinazione: XLIII Corpo d'armata di fortezza.[132]
- Divisione di marcia Poisot (DMP). Costituita il 12 giugno 1940 nelle vicinanze di Maizières-lès-Metz dal Settore fortificato di Thionville. Campagne: ritirata dell'ala destra. Entrò a far parte della Divisione di marcia Besse il 19 giugno. Posto di comando finale a Frolois. Subordinazione: VI Corpo d'armata della 3ª Armata.[133]
- Divisione di marcia Regard (DMR). Costituita il 13 giugno 1940 a Walbourg dal Settore fortificato di Haguenau, non aveva cannoni anticarro da 25 mm. Campagne: ritirata dell'ala destra. Elementi catturati o arresi entro il 25 giugno. Posto di comando finale a Walbourg, a nord di Hagenau. Subordinazione: V Corpo d'armata.[134]
- Divisione di marca Senselme (DMS). Costituita il 13 giugno 1940 a Baerenthal dal Settore fortificato dei Vosgi. Campagne: ritirata dell'ala destra. Arreso il 24 giugno. Posto di comando finale a Le Donon, nei Vosgi a ovest di Strasburgo. Subordinazione: XLIII Corpo d'armata di fortezza.[135]

## Divisioni della Francia di Vichy

### Divisioni della Francia di Vichy in Francia (1940-1942, DM)

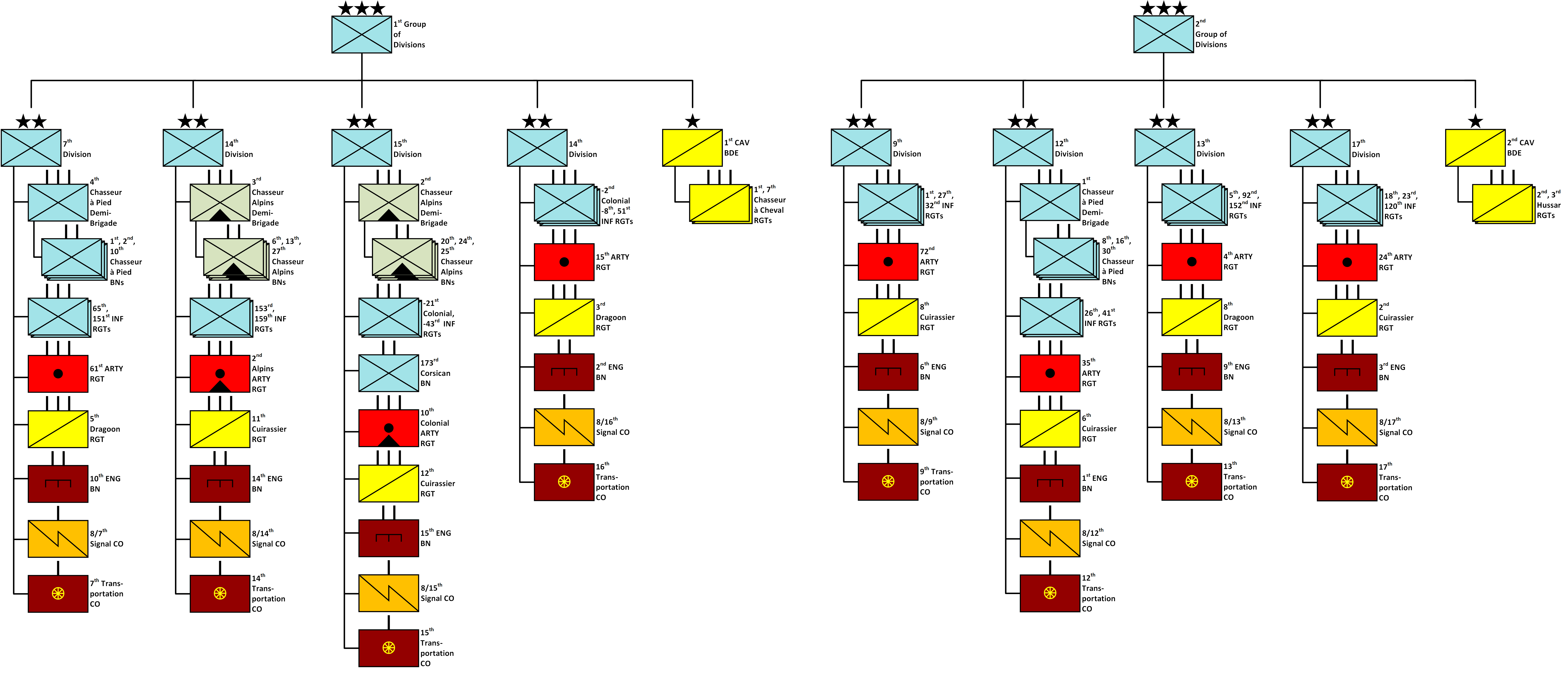
Organizzazione delle forze francesi di Vichy nella Francia metropolitana nel 1941

Conosciuto anche come "il nuovo esercito"; o l'Esercito dell'armistizio. I termini dell'armistizio del 22 giugno 1940 garantivano che le forze della Francia di Vichy avessero solo artiglieria e veicoli corazzati limitati. Ogni divisione aveva tre reggimenti di fanteria, un reggimento di ricognizione di due battaglioni e un reggimento di artiglieria. Quando gli Alleati sbarcarono in Nordafrica, i tedeschi invasero la Francia di Vichy e la leadership delle forze francesi di Vichy disse all'esercito di rimanere nelle sue caserme piuttosto che essere massacrato sul campo. L'Esercito di Vichy venne poi sciolto dai tedeschi, anche se autorizzarono la formazione di un'unità (1º Reggimento di Francia) all'inizio del 1943. Dopo lo sbarco degli Alleati nel sud della Francia, il 1º Reggimento di Francia si unì alle forze Alleate e formò la base di diversi reggimenti indipendenti che servirono nella campagna del 1944-45. Alcuni reggimenti delle forze di Vichy, che portavano il numero di 1940 unità, vennero ricreati nel 1944-45 come parte dell'Esercito di Liberazione.
- 7ª Divisione militare. Con sede a Bourg.[139]
- 9ª Divisione militare. Con sede a Châteauroux.
- 12ª Divisione militare. Con sede a Limoges.
- 13ª Divisione militare. Con sede a Clermont-Ferrand.
- 14ª Divisione militare. Con sede a Lione.
- 15ª Divisione militare. Con sede a Marsiglia.
- 16ª Divisione militare. Con sede a Montpellier.
- 17ª Divisione militare. Con sede a Tolosa.

### Divisioni della Francia di Vichy in Nordafrica (1941)
Alias "Esercito di transizione"
Sede francese dopo l'8 novembre 1942:
- CCFTAN (Commandement en chef des force terrestres en Afrique du Nord)
- DCE (Détachement de Couverture français de l'Est algérien)
- DAE (Détachement d'Armée de couverture à l'Est - ex DCE)
- DAF (Détachement d'Armée Française)
- XIX Corpo d'armata

Divisioni:
- C.S.T.T. (Commandement Supérieur des Troupes de Tunisie - Comando delle forze tunisine) Alcuni battaglioni internati dai tedeschi al loro arrivo a Biserta. Altri elementi formarono uno schermo per l'adunata delle forze Alleate in Tunisia e poi fecero parte del comando Alleato fino al 31 gennaio 1943. Gli elementi di comando rimanenti vennero poi distribuiti ad altri comandi francesi nel Nordafrica. Campagne: Inizio delle operazioni sul campo, allargamento del fronte in direzione del Grand Dorsal, prime operazioni nel Grand Dorsal, controffensiva nemica nel Grand Dorsal. Subordinazione: varia ma inizialmente sotto il DCE/DAE, poi sotto la 1ª Armata britannica dal 24 al 30 novembre 1942 e infine sotto il DAF fino allo scioglimento.[140]
- Divisione territoriale di Costantina (DTC). L'8 novembre 1942, alcune unità di questa divisione vennero mobilitate per diventare la Division de marche de Constantine (DMC) e la DTC cessò di esistere.[141]
- Divisione territoriale di Algeri (DTA). Cessata di esistere quando le unità vennero mobilitate dal 15 al 20 novembre 1942 per formare la Division de marche d'Alger (DMA).[142]
- Divisione territoriale di Orano (DTO). Combatté la 1ª Divisione fanteria degli Stati Uniti durante l'operazione Torch dall'8 all'11 novembre 1942,[143] fornì quindi unità per il combattimento in Tunisia dal dicembre 1942 che prestarono servizio sotto vari comandi fino a quando non vennero riunite e organizzate come Division de marche d'Oran (DMO) il 1º maggio 1943.[144]
- Divisione di Fez. La maggior parte delle unità contribuì a formare la 2ª DIM il 1º maggio 1943.
- Divisione di Meknès. Elementi combatterono contro la 9ª Divisione fanteria degli Stati Uniti durante l'operazione Torch dall'8 all'11 novembre 1942,[20] vennero poi costituite come Divisione "A" il 18 novembre 1942, che divenne Division de marche du Maroc (DMM) il 29 novembre e ribattezzata nuovamente il 5 dicembre come 1ª DMM.[145] Contribuì con alcune unità alla formazione della 2ª DIM il 1º maggio 1943.
- Divisione di Marrakech. Elementi combatterono contro la 9ª Divisione fanteria degli Stati Uniti durante l'operazione Torch dall'8 all'11 novembre 1942.[20] Le unità contribuirono alla formazione della 4ª DMM il 1º giugno 1943.
- Divisione di Casablanca. Elementi combatterono la 3ª e la 9ª Divisione fanteria degli Stati Uniti durante l'operazione Torch dall'8 all'11 novembre 1942.[20] Contribuì con unità a più formazioni ma principalmente alla 4ª DMM (1º giugno 1943) e alla 9ª DIC (16 luglio 1943).

## Divisioni della Francia libera, della campagna di Tunisia e dell'Esercito di Liberazione

### Divisioni della Francia libera
Queste due divisioni erano formazioni golliste che, sebbene eccelleinti esecutori in combattimento, operavano in attrito con altre unità dell'esercito francese che consideravano contaminate dall'affiliazione con il regime di Vichy. Vennero anche trattate come una riserva speciale da De Gaulle, che, a volte, le assegnò a compiti militari e politici in varie zone della Francia con frustrazione del generale de Lattre, comandante della 1ª armata dal 1944 al 1945.

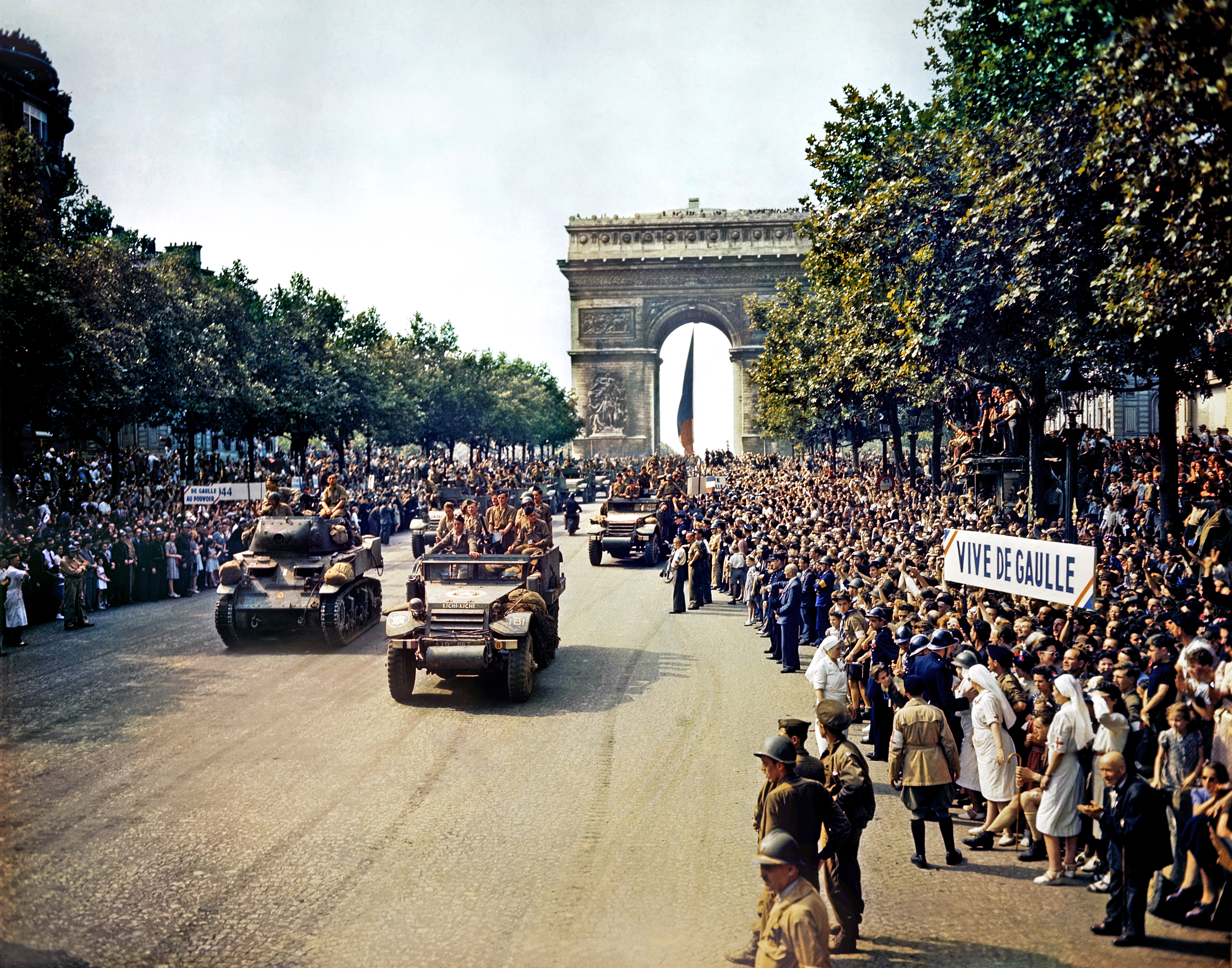
Le parate della 2ª DB a Parigi, 1944

- 1ª Divisione francese libera (1ª DFL, in seguito divenne la 1ª Divisione fanteria motorizzata e infine la 1ª divisione fanteria di marcia). Formata a Gambut, Libia, il 1º febbraio 1943 da unità della Francia Libera che avevano combattuto al fianco delle forze britanniche dal 1940. Campagne: Tunisia orientale, Roma-Arno (inclusa la battaglia di Cassino), operazioni in Provenza, inseguimento attraverso il Rodano, i monti Vosgi, l'Alsazia (compresa la sacca di Colmar) e il fronte alpino. Ultimo posto di comando nelle vicinanze di Colle di Tenda sulle Alpi; elementi avanzati che si avvicinarono alla periferia di Torino alla fine della guerra. La divisione si trasferì a Parigi il 1 giugno 1945 e si sciolse il 15 agosto 1945.[146] Subordinazione: multipla, comprendente l'8ª Armata britannica, la 1ª Armata francese e il Distaccamento d'armata delle Alpi.[147][148]
- 2ª Divisione corazzata (2ª DB, ex 2ª Divisione leggera). Formata nell'agosto 1943 dalla colonna Leclerc dopo la vittoria degli Alleati in Tunisia, la 2ª DB venne inviata in Gran Bretagna ed entrò in Francia dopo il D-Day. La divisione liberò Parigi e successivamente forzò il passo di Saverne, sfondando le difese tedesche in Lorena e liberando Strasburgo. La 2ª DB fu di stanza a Parigi da De Gaulle per un breve periodo dopo la liberazione della città per garantire la vicina presenza di truppe leali (De Gaulle era preoccupato che i comunisti francesi avrebbero contestato la sua assunzione del potere) mentre il suo governo si stabiliva. Campagne: Normandia, Francia settentrionale, Alsazia (inclusa la sacca di Colmar), Royan e Baviera. Posto di comando finale a Bad Reichenhall; la divisione si trasferì a Parigi alla fine di maggio 1945 e venne disattivata il 31 marzo 1946. Subordinazione: 1ª, 3ª e 7ª Armata USA, 1ª Armata francese e Distaccamento d'armata dell'Atlantico.[149]

### Divisioni di marcia nella campagna di Tunisia
Le divisioni di marcia ("marcia" significa organizzazioni provvisorie senza una tradizione formale) vennero formate dalle forze francesi di stanza in Nord Africa nel novembre 1942, presero parte alla Campagna di Tunisia e vennero tutte sciolte a metà del 1943. Le truppe di queste divisioni vennero quindi utilizzate per formare la 2ª DIM, la 3ª DIA, la 4ª DMM, la 9ª DIC, la 1ª DB e la 5ª DB, che combatterono tutte nel continente europeo fino al Giorno della Vittoria.
- Divisione di marcia di Constantina (DMC). Formata l'8 novembre 1942 dalle unità dell'Esercito di transizione a Costantina, Algeria. Campagne: battaglie di Faid, offensiva nemica a Faid, controffensiva Alleata a Faid, settore di Kesra, battaglia del massiccio di Ousselat. Il CG Marie Joseph Edmond Welvert venne ucciso quando il suo veicolo colpì una mina il 10 aprile 1943. Posto di comando finale a Kesra, Tunisia. Subordinazione: DAE fino al 24 novembre 1942, XIX Corpo d'armata dal 25 novembre al 17 gennaio 1943, II Corpo d'armata degli Stati Uniti dal 18 gennaio al 27 febbraio 1943, dopodiché la divisione rimase sotto il XIX Corpo d'armata. Divenne 3ª DIA il 1º maggio 1943.[150]
- Divisione di marcia algerina (DMA). Costituita il 14 novembre 1942 ad Algeri. Campagne: occupazione del Dorsal, battaglia di Fondouk-el-okbi, battaglie di Karachoum e di Ouechtatia, battaglia di Ousselatia, evacuazione del Dorsal orientale, difesa del Dorsal occidentale, rioccupazione del Dorsal orientale, inseguimento a nord-est, vittoria finale. Posto di comando finale a Gaâfour, Tunisia. Divenne 1ª DIA il 9 giugno 1943. Subordinazione: XIX Corpo d'armata.[151]
- 1ª Divisione di marcia marocchina (1ª DMM). Costituita il 5 dicembre 1942 a Meknès, Marocco dalla DMM, con una forza di 8.000 uomini. Campagne: spinta al Dorsal, offensiva nemica, controffensiva Alleata, vittoria finale. Posto di comando finale a Zaghouan, Tunisia. Subordinazione: 18 novembre - 21 dicembre 1942 sotto il Commandément Supérieur des Troupes du Maroc (CSTM), il CSTT dal 22 dicembre al 27 gennaio 1943 e il XIX Corpo d'armata dal 28 gennaio al 2 febbraio, poi il corps d 'armée française fino al 20 maggio 1943. Elementi della divisione tornarono al comando regionale in Nordafrica entro il 20 giugno 1943.[152]
- Divisione di marcia di Orano (DMO). Costituita il 1º maggio 1943 a Henchir-ed-deba, Tunisia, da elementi del DTO che erano stati impegnati a combattere in Tunisia dal dicembre 1942 in poi. Campagne: guida fino a Sainte Marie du Zit. Posto di comando finale a Sainte-Marie du Zit (13 chilometri a N di Zriba). La divisione tornò in guarnigione entro la fine di giugno 1943 e gli elementi vennero usati per formare l'8ª DIA. Subordinazione: XIX Corpo d'armata.[153]
- Fronte sud-est algerino (Front Sud-Est Algérien o FSEA). Formato il 18 febbraio 1943 dal Front Est Saharien delle dimensioni di una brigata, la Task Force de l'Aurès e i resti del 3° REI (Régiment d'étranger d'infanterie - reggimento di fanteria della Legione straniera) a Batna, Algeria. Operò nell'Algeria orientale e nella Tunisia occidentale con le forze Alleate. Posto di comando finale a M'Dilla, Tunisia. Subordinazione: CCFTAN fino al 1º marzo 1943, poi posto sotto il controllo del 18th Army Group britannico. Sciolto il 12 aprile 1943.

### Divisioni nordafricane francesi formate dopo la campagna di Tunisia

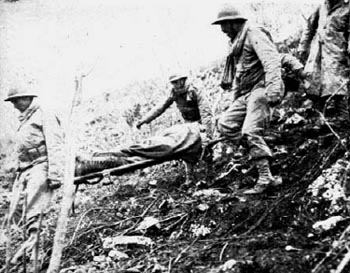
Truppe marocchine in Italia, dicembre 1943

- 1ª Divisione algerina (1ª DA). Formata come 1ª DIA il 9 giugno 1943 e diventata 7ª DIA il 16 luglio 1943.[154]
- 1ª Divisione coloniale (1ª DC). Prevista dal Piano Anfa del gennaio 1943 ma costituita come 9ª DIC il 16 luglio 1943.[155]
- 1ª Divisione marocchina (1ª DM). Prevista dal Piano Anfa del gennaio 1943 ma costituita come 6ª DIM il 16 luglio 1943.[155]
- 2ª Divisione algerina (2ª DA). Prevista dal Piano Anfa del gennaio 1943 ma costituita come 8ª DIA il 16 luglio 1943.[156]
- 2ª Divisione fanteria coloniale (2ª DIC). Costituita il 16 luglio 1943 in Senegal, poi inviata in Marocco e diventata 10ª DIC il 24 agosto.[156]
- 2ª Divisione marocchina (2ª DM). Prevista dal Piano Anfa del gennaio 1943 ma costituita come 2ª DIM il 1º maggio 1943.[155]
- 2ª Divisione fanteria marocchina (2ª DIM). Costituita il 1 maggio 1943 a Meknès, Marocco (ex Divisione di Meknes). Campagne: Napoli-Foggia, Roma-Arno (inclusa la battaglia di Cassino), operazioni in Provenza, inseguimento attraverso il Rodano, monti Vosgi, Alsazia (inclusa la sacca di Colmar), offensiva Karlsruhe-Ulm e Baviera. La divisione completò la guerra in Austria ad Arlberg. Posto di comando finale ad Immenstadt; la divisione tornò in Francia alla fine di ottobre 1945 e fu di stanza in Alsazia e Lorena. Subordinazione: Corpo di spedizione francese; I e II Corpo d'armata della 1ª Armata.[157][158]
- 3ª Divisione algerina (3ª DA). Prevista dal Piano Anfa del gennaio 1943 ma costituita come 3ª DIA il 1º maggio 1943.[155]
- 3ª Divisione fanteria algerina (3ª DIA). Costituite il 1 maggio 1943 a Constantina, le unità costituenti provenivano principalmente da quelle che avevano prestato servizio nella DMC prima del suo scioglimento. Campagne: Roma-Arno (inclusa la battaglia di Cassino), operazioni in Provenza (inclusa la liberazione di Marsiglia), inseguimento attraverso il Rodano, monti Vosgi, Alsazia (inclusa la testa di ponte di Gambsheim e l'assalto alla linea Sigfrido) e l'offensiva di Karlsruhe-Ulm. La divisione completò la guerra in Germania; in seguito si sciolse per creare due task force di fanteria nel marzo 1946.[159] Posto di comando finale a Stoccarda. Subordinazione: Corpo di spedizione francese; I e II Corpo d'armata della 1ª Armata.[160][161]
- 3ª Divisione marocchina (3ª DM). Ex Divisione di Marrakech, costituita il 1º marzo 1943 e diventata la 4ª DMM il 1º giugno 1943.[155]
- 4ª Divisione da montagna marocchina (4ª DMM). Costituita il 1º giugno 1943 a Casablanca dall'ex 3ª DM. Campagne: Corsica, Roma-Arno (inclusa la battaglia di Cassino), operazioni in Provenza, Fronte alpino, Alsazia (inclusa la sacca di Colmar), Fronte del Reno e Foresta Nera. La divisione completò la guerra in Austria; divisione sciolta in Francia nel gennaio 1946. Posto di comando finale a Feldkirch. Subordinazione: Corpo di spedizione francese e I Corpo d'armata.[162][163]
- 6ª Divisione fanteria marocchina (6ª DIM). Ex Divisione di Casablanca, costituita il 16 luglio 1943 e sciolta il 15 settembre 1943 per mancanza di specialisti qualificati.[156]
- 7ª Divisione fanteria algerina (7ª DIA). Ex DMA / 1ª DIA, costituita il 16 luglio 1943, sciolta il 15 agosto 1944 per mancanza di specialisti qualificati. Materiale trasferito alla 1ª DFL.[164]
- 8ª Divisione fanteria algerina (8ª DIA). L'ex DMO, costituita il 16 luglio 1943, si sciolse l'11 gennaio 1944 per mancanza di specialisti qualificati.[164]
- 9ª Divisione fanteria coloniale (9ª DIC). Costituita il 16 luglio 1943 a Mostaganem, Algeria. Campagne: Elba, operazioni in Provenza, inseguimento attraverso il Rodano, gola di Belfort, Alsazia (inclusa la sacca di Colmar), Fronte del Reno e Foresta Nera. La divisione completò la guerra in Germania, tornò in Francia nel settembre 1945 e s'imbarcò a partire dal 12 ottobre 1945 da Marsiglia per l'Indocina francese. Posto di comando finale a Tuttlingen. Subordinazione: XIX, I e II Corpo d'armata, nonché Armata B.[165][166]
- 10ª Divisione fanteria coloniale (10ª DIC). Ex 2ª DIC, costituita il 24 agosto 1943 e sciolta il 15 gennaio 1944 per mancanza di specialisti qualificati.[164]
- 1ª Divisione corazzata (1ª DB). Creato il 1 maggio 1943 a Mascara, Algeria dalla Brigade légère mécanique. Campagne: operazioni in Provenza, inseguimento attraverso il Rodano, i monti Vosgi, l'Alsazia e la Germania sudoccidentale. Posto di comando finale a Biberach an der Riẞ. Divisione disattivata il 31 marzo 1946. Subordinazione: II Corpo d'armata dal 15 agosto al 27 ottobre 1944, poco dopo trasferita al I Corpo d'armata.[167]
- 3ª Divisione Corazzata. Creata il 1º settembre 1943 in Tunisia e successivamente spostata in Marocco. Sciolta il 31 agosto 1944, non assistette al combattimento. Successivamente ricreata nel maggio 1945.[168]
- 5ª Divisione corazzata (5ª DB). Creata come 2ª DB il 1º maggio 1943 a Rabat, Marocco; divenne la 5ª DB il 16 luglio poiché la designazione dell'unità più anziana venne assegnata alla divisione di LeClerc. La divisione sbarcò a Marsiglia dal 19 settembre al 1º ottobre 1944. Campagne: monti Vosgi, Alsazia e Germania sudoccidentale. La divisione normalmente combatteva come tre comando di combattimento separati che sostenevano le unità di fanteria della 1ª Armata francese. Posto di comando finale a Bludenz, Austria. La divisione rimase in Germania come unità di occupazione. Subordinazione: Prevalentemente sotto II Corpo d'armata ma anche I Corpo d'armata e VI e XXI Corpo d'armata USA.[169]

### Divisioni formate in Francia (1944-1945)
Organizzate con manodopera liberata nel 1944-1945 e spesso assegnate a designazioni che erano appartenute a divisioni nel 1940. Le due divisioni DCEO erano destinate all'uso in Indocina per riaffermare l'autorità francese dopo la sconfitta del Giappone.
- 1ª Divisione fanteria alpina. Formata da elementi FFI nelle Alpi il 25 agosto 1944. Campagne: Fronte alpino. La divisione si sciolse nel novembre 1944 e gli elementi utilizzati per ricreare la 27ª Divisione fanteria alpina. Subordinazione: Settore delle Alpi.[170]
- 1ª Divisione fanteria. Ricreata il 1º febbraio 1945 nella Francia occidentale e settentrionale. Subordinata alla 1ª Armata il 24 aprile 1945 e prestò servizio nel ruolo di sicurezza delle linee di comunicazione. Campagne: offensiva di Karlsruhe-Ulm. Posto di comando finale nelle vicinanze di Riedlingen. Sciolta il 30 aprile 1946. Subordinazione: II Corpo d'armata della 1ª Armata.[171]
- 3ª Divisione corazzata. Ricreata il 1 maggio 1945 nel sud della Francia. Campagne: nessuna. Sciolta il 18 aprile 1946. Subordinazione: Alto Comando francese.[172]
- 3ª Divisione fanteria coloniale (3ª DIC). Ex 1ª DCEO, formata nell'agosto 1945.[173] Combatté nel dopoguerra in Indocina con il CEFEO.[174]
- 10ª Divisione fanteria. Ricreata il 1º ottobre 1944 nelle vicinanze di Parigi. Subordinata alla 1ª Armata dal 6 gennaio al 9 febbraio 1945 ed operava nelle vicinanze di Vecoux. Successivamente trasferita sulla costa atlantica. Campagne: sacca di Colmar ed assedio di sacche controllate dai tedeschi sulla costa atlantica. La divisione completò la guerra nella Francia occidentale; sciolta il 30 aprile 1946. Subordinazione: 1ª Armata e Distaccamento d'Armata dell'Atlantico.[171][175]
- 14ª Divisione fanteria. Ricreata il 16 febbraio 1945 in Alsazia ed iniziò le operazioni il 20 marzo 1945 vicino a Buhl. Campagne: Fronte del Reno e Foresta Nera. La divisione completò la guerra in Germania. Posto di comando finale a Donaueschingen; sciolta il 30 aprile 1946. Subordinazione: I e II Corpo d'armata della 1ª Armata.[176]
- 19ª Divisione fanteria. Ricreata il 6 settembre 1944 da elementi FFI. Campagne: porti assediati dai tedeschi di Lorient e Quiberon. La divisione completò la guerra nella Francia occidentale; sciolta il 31 gennaio 1946. Subordinazione: Distaccamento d'Armata dell'Atlantico.[171][173][177]
- 23ª Divisione fanteria. Ricreata il 22 gennaio 1945 da elementi FFI. Campagne: sacca di Royan, assedio di La Rochelle e assalto dell'Ile d'Oleron. La divisione completò la guerra nelle vicinanze di La Rochelle; sciolta il 30 novembre 1945. Subordinazione: Distaccamento d'Armata dell'Atlantico.[171][173]
- 25ª Divisione fanteria. Ricreata il 1º aprile 1945 da elementi FFI. Campagne: sacca di Saint-Nazaire. La divisione completò la guerra nelle vicinanze di Saint-Nazaire. Subordinazione: Distaccamento d'Armata dell'Atlantico. Divisione riformata come 25ª Divisione aviotrasportata il 1º febbraio 1946; successivamente ristrutturata in tre task force e sciolta l'8 giugno 1948.[172][173]
- 27ª Divisione fanteria alpina. Ricreata il 16 novembre 1944 da elementi della 1ª Divisione fanteria alpina. Campagne: Fronte alpino. Posto di comando finale nelle vicinanze del Moncenisio; sciolta il 15 aprile 1946. Subordinazione: Settore delle Alpi e Distaccamento d'Armata delle Alpi.[173]
- 36ª Divisione fanteria. Ricreata il 15 febbraio 1945 da manodopera liberata a Bordeaux e Tolosa. Campagne: nessuna, la divisione non assistette a combattimenti prima della fine della guerra. Posto di comando finale nelle vicinanze delle Alpi francesi vicino alla costa; sciolta il 31 gennaio 1946. Subordinazione: Alto Comando Francese.[173]
- 1ª Divisione Coloniale dell'Estremo Oriente (DCEO). Costituita il 16 novembre 1944 nel sud della Francia e organizzata sulla falsariga di una divisione dei marine statunitensi. Campagne: elementi videro il combattimento nelle Alpi alla fine della guerra. La divisione si sciolse e gli elementi contribuirono alla formazione della 3ª Divisione fanteria coloniale il 14 agosto 1945. La divisione completò la guerra nel sud della Francia. Subordinazione: Alto Comando Francese.[173]
- 2ª Divisione Coloniale dell'Estremo Oriente. Costituita il 1 dicembre 1944 nel sud della Francia. Campagne: nessuna, la divisione venne sciolta il 15 giugno 1945 e gli elementi vennero usati per formare la 3ª Divisione fanteria coloniale nell'agosto 1945. La divisione completò la guerra nel sud della Francia. Subordinazione: Alto Comando Francese.[173]